# Storia del Football Club Internazionale Milano
La storia del Football Club Internazionale Milano, società calcistica italiana con sede nel capoluogo della Lombardia, ebbe inizio il 9 marzo 1908, giorno della sua fondazione compiuta ad opera di quarantaquattro soci dissidenti del Milan.
Nel corso dei suoi 117 anni di esistenza, l'Inter ha conseguito la vittoria di 46 titoli ufficiali – 37 nazionali e 9 internazionali –, divenendo il terzo club italiano per numero di successi dietro la Juventus e il Milan. Quella nerazzurra risulta essere la sola squadra del bel paese che, fin dalla propria stagione di debutto (la 1908-1909), ha gareggiato ininterrottamente nella massima divisione del campionato nazionale; ha vinto almeno una competizione ufficiale pressoché in ogni decennio di storia trascorso dalla propria fondazione, eccezion fatta per gli anni 1900. La compagine nerazzurra, inoltre, occupa il sesto posto (terzo tra i club italiani) nella speciale classifica dei migliori club europei del XX secolo, stilata dall'Istituto Internazionale di Storia e Statistica del Calcio (IFFHS), ed è l'unica società italiana ad avere conseguito un treble, ovvero le vittorie nell'arco di una singola stagione di campionato, coppa nazionale e Champions League.

## Le origini

### La fondazione (1908)
(La Gazzetta dello Sport, marzo 1908)
Il Football Club Internazionale Milano nacque alle ore 23:30 del 9 marzo 1908 con il nome di Foot-Ball Club Internazionale (solo nel 1967 verrà aggiunto Milano alla denominazione ufficiale quando diventerà una S.p.A.) presso il ristorante milanese Orologio situato in Piazza del Duomo al numero civico 22. I fondatori furono quarantaquattro dirigenti dissidenti del Milan e la motivazione che portò alla scissione fu il fatto che il club rossonero, il quale si trovava in una fase di crisi societaria sotto la guida del consigliere anziano Giannino Camperio, dopo aver inizialmente stabilito di non partecipare ai campionati 1907-1908 per protesta contro la politica nazionalistica della Federazione Italiana Giuoco Calcio (FIGC), aveva poi deciso di scendere a patti con la FIGC imponendo il divieto di arruolare calciatori stranieri in aggiunta a quelli già presenti nella rosa. Il nome scelto per la nuova squadra volle, quindi, simboleggiare la volontà cardine della società: dare la possibilità anche a giocatori non italiani di vestire questa maglia. Dalla riunione uscì uno storico verbale, scritto sul retro di un foglio di carta da lettere intestata ad Umberto Muggiani, padre di
Giorgio, che fu tra i più accesi fautori della nuova società, il quale costituì l'atto ufficiale di nascita:
Il pittore futurista Giorgio Muggiani, tra i dissidenti del Milan, scelse i colori che avrebbero rappresentato l'emblema della società: il nero e l'azzurro. Con tale abbinamento Muggiani volle da un lato omaggiare il cielo terso della notte in cui avvenne la fondazione della società, e dall'altro creare un contrasto cromatico rispetto al binomio nero e rosso adottato dal Milan: all'epoca erano d'uso comune le matite a due colori, rosse da una parte e blu dall'altra, quindi simbolicamente il blu era opposto al rosso. Il pittore disegnò anche lo stemma: ispirato a quello dei club inglesi, riportava le lettere F, C, I, M sovrapposte in bianco su uno sfondo costituito da un cerchio dorato, circondato da un cerchio nero, che a sua volta era circondato da un cerchio azzurro.
Nella denominazione della società, Milano avrebbe dovuto essere l'appellativo principale, tuttavia si scopre ben presto che la compresenza del Milano e del Milan potrebbe dar adito a confusione e si stabilisce che la squadra dovrà chiamarsi con il nome programmatico per il quale è sorta: Internazionale.
Primo presidente fu nominato il socio e consigliere Giovanni Paramithiotti e il primo capitano fu il tedesco Hernst Marktl; la prima figura ad assumere de facto le funzioni dell'allenatore fu, invece, il secondo capitano della squadra, Virgilio Fossati, il quale morirà nel 1916 durante la prima guerra mondiale e verrà ricordato come il primo idolo dei tifosi del club meneghino.

### Gli esordi (1908-1909)
Nel primo anno l'Internazionale disputa solo amichevoli, tra le quali quella persa con l'Ausonia per 5-1, che viene registrata come la prima partita giocata dall'Inter,, una partita contro il Racing Libertas Club vinta per 4-0 e la Coppa Chiasso, giocata nella città svizzera, dove l'Inter batté l'Ausonia per 1-0 e arrivò in finale per sorteggio contro il Milan nel primo derby milanese della storia, vinto dai rossoneri per 2-1, in una finale da venticinque minuti per tempo.
Al primo presidente Giovanni Paramithiotti successero nel 1909 Ettore Strauss e nel 1910 Carlo De Medici. La neonata società andava così a muovere i suoi primi passi nel campionato 1909, nell'ambito del girone lombardo dove si sarebbe dovuta scontrare con Milan e Milanese. Il primo derby in campionato contro il Milan, svoltosi il 10 gennaio 1909 all'Arena, coincise anche con la prima partita ufficiale dei nerazzurri e si chiuse con una vittoria rossonera per 3-2, dopo che la squadra capitanata da Marktl si era portata sull'1-1 grazie alla rete di Achille Gama.
La formazione di quella prima stracittadina era: Cocchi; Kappler, Marktl; Niedermann, Fossati, Kummer; Gama, Du Chene, Wipf, Volke, Schuler. Come si può notare, molti dei primi calciatori nerazzurri erano di origine svizzera. Il girone in questione fu alla fine vinto dalla Milanese.

### Il primo scudetto (1909-1910)

La formazione dell'Inter che vinse il primo scudetto nel 1910.

In vista del torneo 1909-1910 che si sarebbe svolto con la formula del girone unico, ci fu un rinnovamento e della squadra dell'anno prima rimasero soltanto due titolari, Fossati e Schuler. Tra i nuovi arrivi c'era il portiere Piero Campelli, che divenne uno dei maggiori punti di forza della squadra. L'Inter si issò in vetta alla classifica in coabitazione con la Pro Vercelli sino alla fine del campionato, costringendo la FIGC a indire uno spareggio a Vercelli per l'assegnazione del titolo. Sorse allora una controversia in merito alla data dell'incontro: i vercellesi domandarono alla FIGC di disputare la sfida nel mese di maggio 1910, poiché impegnati in alcune amichevoli nelle settimane precedenti, una richiesta cui i nerazzurri si opposero; alla fine, dopo che la Pro Vercelli non partecipò all'amichevole fissata per il 17 aprile, la Federazione subodorò che la domanda di rinvio dello spareggio fosse un tentativo dei piemontesi di voler guadagnare tempo per recuperare i propri atleti infortunati e stabilì di far disputare l'incontro finale del campionato il 24 aprile. Per protesta, i campioni in carica decisero di far scendere in campo la squadra ragazzi e il punteggio finale della partita fu 10-3 in favore dell'Inter. Questi erano i nomi dei primi campioni nerazzurri: Campelli, Fronte, Zoller; Jenny, Fossati, Stebler; Capra, Payer, Peterlj, Aebi, Schuler. Durante la stagione l'Inter, inoltre, vinse entrambi i derby in goleada: nella prima partita il mattatore fu Capra, autore di una tripletta, condita dai gol di Payer e Peterly, mentre nella seconda gara Engler e Peterly, con le loro doppiette e Capra, risposero alla segnatura iniziale di Mariani.

## Gli anni 1910 e 1920

### Il periodo 1910-1919

Virgilio Fossati, il secondo capitano dell'Inter, nonché primo allenatore e primo idolo della tifoseria.

Allo scudetto seguirono quattro stagioni durante le quali la presidenza cambiò diverse volte: entrarono in carica Emilio Hirzel (1912), Luigi Ansbacher (1914) e nello stesso anno Giuseppe Visconti Di Modrone. Dopo la deludente annata 1910-1911, l'Inter chiuse al quarto posto nel girone eliminatorio il campionato successivo. Nel tentativo di rafforzare la squadra, nel 1912 venne preso Luigi Cevenini (noto anche come Cevenini III), vero e proprio fuoriclasse dell'epoca, il quale dopo aver rotto col Milan, decise di trasferirsi in nerazzurro portando con sé i propri fratelli, Aldo e Mario. Il divario con la vetta si ridusse leggermente ma ancora una volta l'Inter rimase esclusa dalle finali, a causa di un terzo posto nel girone ligure-lombardo. Nel 1913 la squadra venne ulteriormente rafforzata, in particolare con l'attaccante Julio Bavastro, che dette ai due fratelli Cevenini la possibilità di godere di una valida spalla d'attacco in grado di finalizzare al meglio la mole di gioco da loro svolta. L'Inter riuscì a vincere il girone eliminatorio davanti a Juventus e Milan, ma nella fase successiva dovette arrendersi a Casale e Genoa. Lo stesso andamento ebbe la stagione 1914-1915, coi nerazzurri primi nel loro girone eliminatorio e in quello di semifinale. Nel girone di finale, però, il cammino nerazzurro fu interrotto dalla guerra, quando mancava una sola partita (Cevenini III fu il capocannoniere con 35 reti). Molti dei giocatori interisti raggiunsero le prime linee e la società nerazzurra, come del resto le altre, pagò un prezzo salatissimo alla guerra: Fossati, Bavastro e Caimi persero la vita. Nel 1919 con la fine della guerra il calcio riprese il suo svolgimento.

### Il secondo scudetto (1919-1920)

L'Inter vittoriosa appena conclusa la Grande Guerra. Da sinistra Aebi, Agradi, Fossati II, Beltrame, Milesi e Cevenini III; accosciati, Francesconi, Campelli, Asti, Cevenini II e Conti.

Divenne presidente Giorgio Hülss (rimarrà soltanto in questa stagione), il quale scelse alla guida della squadra la coppia formata da Nino Resegotti e Francesco Mauro. La compagine che andava ad affrontare il primo torneo del dopoguerra vedeva la presenza dei "vecchi" Aebi, Agradi, Asti e Campelli, oltre a quattro dei cinque fratelli Cevenini. Inoltre entrarono in prima squadra Giuseppe Fossati, fratello di Virgilio, deceduto in guerra, e Leopoldo Conti, a inizio carriera. Il suo arrivo all'Inter assunse le sembianze di un vero e proprio intrigo: conteso da due club minori milanesi, Conti fu atteso sotto casa da alcuni amici di fede nerazzurra, tra i quali Leone Boccali, il futuro dirigente de Il Calcio Illustrato, e convinto a vestire la maglia dell'Inter.
Dopo aver vinto il girone lombardo con Brescia, Juventus Italia, Trevigliese, Cremonese e Libertas, i nerazzurri furono inseriti nel gruppo C di semifinale, insieme a Novara, Bologna, Torino, Andrea Doria ed Enotria Goliardo; totalizzando 16 punti, superarono di tre lunghezze Novara e Bologna qualificandosi, con Juventus e Genoa, al girone finale, che avrebbe sancito la sfidante della vincente del torneo centromeridionale nella finalissima nazionale. Dopo aver battuto i bianconeri per 1-0, all'Inter fu sufficiente un pareggio col Genoa il 6 giugno 1920 per risultare il club primatista del Nord Italia.
Il 20 giugno, infine, i nerazzurri vinsero il titolo tricolore, seppure con più fatica del previsto, battendo il Livorno 3-2 nella finalissima nazionale di Bologna. Questi gli uomini che avevano composto l'undici titolare nel corso della stagione: Campelli, Francesconi, Beltrame, Milesi, Fossati, Scheidler, Conti, Aebi, Agradi, Cevenini III e Asti. Come già era successo dopo il primo scudetto di dieci anni prima, il successo segnò anche l'inizio di un periodo di stasi, che vide i nerazzurri piombare in una sorta di mediocrità.

### Il periodo 1920-1928
La stagione 1921-1922 fu caratterizzata da due federazioni distinte, Confederazione Calcistica Italiana (CCI) e Federazione Italiana Giuoco Calcio (FIGC), che, a seguito dell'abortita riforma Pozzo, organizzarono due campionati indipendenti. L'Inter, assieme alle altre big del calcio italiano, prese parte alla Prima Divisione della CCI, inserita nel Girone B della Lega Nord. Le partite del girone dell'Inter si conclusero il 26 marzo 1922, coi nerazzurri piazzatisi ultimi a quota 11 punti. A questo punto il regolamento CCI, il quale non prevedeva retrocessioni dirette nei gironi settentrionali, imponeva all'Inter di disputare uno spareggio interdivisionale contro la seconda classificata di Seconda Divisione (lo Sport Club Italia di Milano). In caso di vittoria, i nerazzurri avrebbero evitato il declassamento, pur relegando allo stesso tempo lo Sport Club Italia alla permanenza in essa; un'eventuale sconfitta, invece, avrebbe condannato l'Inter alla relegazione e concesso all'altro club milanese l'ammissione in massima serie.
Nel frattempo, tuttavia, la soluzione dei due campionati separati non aveva incontrato favori, e dopo aspre polemiche il 26 giugno 1922 i dirigenti della FIGC e della CCI si riunirono a Brusnengo per elaborare una nuova composizione unitaria dei gironi nella successiva stagione 1922-1923; arbitro e mediatore fu Emilio Colombo, direttore della Gazzetta dello Sport. Si giunse a un accordo fra le società rivali – noto come Compromesso Colombo –, e il reintegro della CCI all'interno della FIGC derogò i precedenti regolamenti, comportando la sostituzione delle Categorie con sei "Divisioni" sul modello inglese. La Prima e la Seconda furono dirette a livello nazionale da una sinergia di Lega Nord e Lega Sud, mentre le altre vennero demandate ai Comitati Regionali, confinati a un ruolo di secondo piano. Per determinare la composizione delle prime due Divisioni furono organizzati degli spareggi incrociati di ammissione tra squadre federali e confederate.
Il Compromesso, dunque, complicò la situazione dei nerazzurri, i quali si ritrovarono a dover disputare non più una, ma due sfide-salvezza. Il 2 luglio 1922 l'Inter vinse a tavolino (2-0) lo spareggio preliminare CCI in gara unica contro lo Sport Club Italia, che diede forfait non essendo riuscito a schierare in campo 11 giocatori. Il club meneghino approdò così al decisivo spareggio interfederale stabilito contro la Libertas Firenze. Il 9 luglio i nerazzurri si imposero a Milano contro i toscani per 3-0 (con doppietta di Aliatis e gol di Aebi) nella gara di andata; infine, l'1-1 nel ritorno del 16 luglio a Firenze permise all'Inter di evitare la relegazione. Grazie a questo risultato, i nerazzurri sono l'unica squadra italiana ad aver militato ininterrottamente nella massima serie del campionato italiano di calcio fin dalla propria stagione di debutto (1909), senza mai retrocedere in una serie inferiore.
Francesco Mauro divenne il nuovo presidente nerazzurro e l'Inter, affidata a una commissione tecnica, andò ad affrontare il campionato successivo alla vittoria del secondo scudetto con una rosa pressoché immutata. Il girone preliminare lombardo venne vinto agevolmente contro Casteggio, Giovani Calciatori Legnanesi e Ausonia Pro Gorla. Dopo questi primi impegni, cominciava il girone finale lombardo, nel quale l'Inter si trovò di fronte Legnano, U.S. Milanese, Milan, Saronno e Trevigliese. L'avversaria più ostica si rivelò il Legnano, mentre il Milan riservò le proprie forze alle due stracittadine, pareggiate entrambe. Passavano le prime quattro e per i nerazzurri non fu difficile superare anche questo turno. Il girone di semifinale interregionale mise di fronte all'Inter la Pro Vercelli, la US Torinese e il Bentegodi Verona. I nerazzurri però fecero solamente tre punti a fronte dei dieci dei bianchi piemontesi e dei nove della Torinese, finendo al terzo posto nel girone.
In vista della stagione 1921-1922 l'Inter aderì alla neonata Confederazione Calcistica Italiana. Disputò quindi il campionato di Prima Divisione in cui, tuttavia, arrivò ultima dovendo così affrontare due turni di spareggio per garantirsi la permanenza in massima serie: al primo turno i nerazzurri vinsero a tavolino per la rinuncia degli avversari, i concittadini dello Sport Club Italia, mentre al turno successivo i lombardi sconfissero la Libertas Firenze, vincendo per 3-0 a Milano e pareggiando poi 1-1 in Toscana. L'Inter rimase così nel campionato di Prima Divisione, nel frattempo riassorbito dalla FIGC, e non retrocedette nella serie inferiore.
I nerazzurri, guidati da Bob Spottiswood, il primo allenatore professionista della storia del club, migliorarono sensibilmente le loro prestazioni nel campionato 1922-1923 ma non in maniera tale da colmare il divario con le squadre di vertice. Il nuovo presidente, Enrico Olivetti, aveva condiviso la politica dei giovani, ma i risultati continuarono a latitare e non si andò oltre il terzo posto nel 1923-1924. Nel 1924-1925 i nerazzurri, allenati da Paolo Schiedler si piazzarono quarti nel girone A della Lega Nord mentre la stagione successiva arrivarono quinti.
Nel 1926 si arrivò ad una svolta: il nuovo presidente divenne Senatore Borletti mentre in panchina sedette l'ex giocatore interista Árpád Weisz, ungherese di origine ebrea. Nel campionato 1926-1927 l'Inter arrivò prima a pari merito con la Juventus nel girone A. Ma nel turno finale la formazione milanese chiuse al quinto posto. Il campionato vinto dal Torino venne però considerato nullo e lo scudetto revocato per illecito sportivo. In questa stagione l'Inter fece il suo esordio in Coppa Italia venendo eliminata al terzo turno. Nel 1927-1928 si arrivò ancora una volta nel girone finale ma stavolta i nerazzurri finirono al settimo posto. Questa stagione vide l'esordio del diciassettenne Giuseppe Meazza, che segnò 12 reti.
Sempre nel 1926 venne inaugurato lo stadio di San Siro, che nei decenni successivi divenne il campo da gioco di entrambe le formazioni meneghine: l'apertura coincise proprio con un derby amichevole, terminato 6-3 in favore dei nerazzurri.

### 1928-1929: l'Ambrosiana biancocrociata
Con l'instaurazione e l'affermazione del regime fascista nel corso degli anni venti, l'Inter si vide costretta a cambiare ragione sociale: il Partito Fascista non apprezzava infatti il nome "Internazionale", che non rispettava la tradizionale italianità promossa dalla linea di governo e richiamava troppo esplicitamente l'Internazionale per antonomasia, vale a dire la Terza Internazionale comunista; inoltre vi era la volontà da parte del regime di ridurre, ove era possibile, il numero di squadre ad una sola per città; infatti è in questo periodo che nascono squadre come il Napoli, la Fiorentina e la Roma tutte formazioni nate dalla fusione delle varie squadre cittadine (ad eccezione della Lazio che non rientrò nella fusione capitolina). Pertanto, nell'estate del 1928, l'F.C. Internazionale si unì all'Unione Sportiva Milanese, ovvero la terza squadra di Milano, mutando nome e casacca: nacque così la Società Sportiva Ambrosiana, con tenuta bianca con croce rossa (colori di Milano) e segnata dal fascio littorio. Senatore Borletti venne tolto dall'incarico e venne nominato l'ex presidente della U.S. Milanese Ernesto Torrusio, che divenne così l'undicesimo massimo dirigente della storia interista.
L'8 settembre 1928 arrivò la ratifica ufficiale della fusione fra Inter e U.S. Milanese: «A seguito della fusione tra le società F.C. Internazionale e U.S. Milanese deliberata dalle superiori gerarchie ed effettuata dall'Ente Sportivo Provinciale Fascista di Milano, il Segretario del Partito, udito il parere del Commissario, ha ratificato le modalità della fusione stessa, la quale evita la dispersione delle forze calcistiche milanesi e consente l'entrata della Fiumana in Divisione Nazionale. La nuova società assume il nome di Società Sportiva Ambrosiana. La maglia sociale sarà bianca.»
Nel campionato 1928-29, con allenatore un altro ungherese, József Viola, venne raggiunto il sesto posto nel girone B.

### Il terzo scudetto (1929-1930)

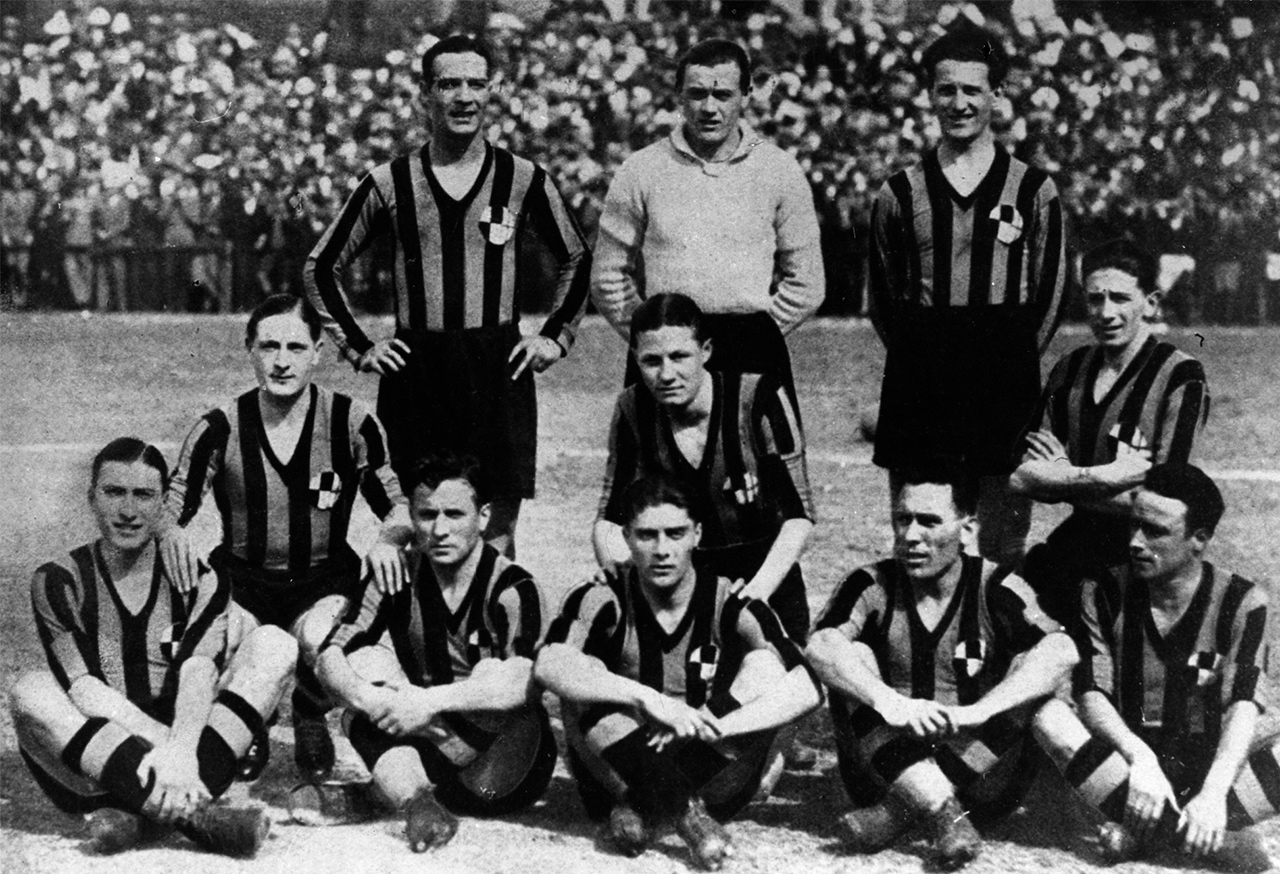
Una formazione vincitrice del 3º scudetto: da sinistra in piedi, Gianfardoni, Degani e Allemandi; accasciati, Rivolta, Viani e Castellazzi; seduti, Visentin, Serantoni, Meazza, Blasevich e Conti.

Ernesto Torrusio nel 1929 lasciò la presidenza a Oreste Simonotti e la divisa tornò ad essere nerazzurra.
La squadra tornò ad essere allenata da Árpád Weisz e conquistò il terzo scudetto vincendo il primo campionato a girone unico senza suddivisioni geografiche, la Serie A 1929-1930. Dopo aver vinto a Livorno alla prima partita, i nerazzurri persero a Vercelli col minimo scarto. Un pareggio a Roma con la Lazio e la vittoria contro la Cremonese, introdussero gli uomini di Weisz al primo derby stagionale, che fu vinto grazie alla rete di Meazza nel secondo tempo (anche nel ritorno i nerazzurri prevalsero sui rossoneri). Il Balilla, con una tripletta, fu il protagonista della goleada col Padova, nella settima giornata; la domenica successiva l'Inter fu battuta a Testaccio dalla Roma dell'ex Fulvio Bernardini. Il momento non felice fu confermato dalla sconfitta interna con la Triestina, che allontanò il vertice della classifica. Alla quindicesima giornata Meazza e compagni andarono a vincere in casa della capolista Genoa per 4-1. In seguito l'Inter riuscì a violare anche il campo della Juventus, nella giornata successiva, conquistando il titolo simbolico di campione d'inverno.
La stagione proseguì rifilando un 6-2 al Livorno e un 4-0 alla Pro Vercelli. Alla ventiquattresima giornata i nerazzurri, vincendo a Padova, approfittarono della contemporanea sconfitta della Juventus a Modena. Nella giornata successiva venne battuta la Roma per 6-0 con quaterna di Meazza: proprio l'attacco si dimostrò il reparto più efficiente della squadra, rifilando una goleada dietro l'altra alle rivali, tra le quali spiccò l'8-0 sulla Pro Patria alla ventottesima giornata. L'ultimo sussulto avvenne alla terzultima giornata, quando a far visita all'Inter arrivò il Genoa secondo in classifica a quattro punti: i nerazzurri, in svantaggio di 3 reti nel primo tempo, riuscirono a pareggiare 3-3 nel secondo tempo grazie a Meazza che segnò la tripletta decisiva. La matematica certezza arrivò solo la domenica successiva con la vittoria sulla Juventus, partita preceduta da un incidente automobilistico occorso a Luigi Allemandi, condito da una scazzottata, che costrinse il terzino ad arrivare allo stadio proprio poco prima che cominciasse la gara. L'Inter divenne la prima squadra a vincere la Serie A e Meazza si laureò capocannoniere con 31 reti in 33 gare disputate.
In campo internazionale venne raggiunta la semifinale della Coppa dell'Europa Centrale, riservata ai club di Austria, Italia, Ungheria, Cecoslovacchia, Romania e Jugoslavia.

## Gli anni 1930 e 1940

### Il periodo 1930-1937: l'arrivo di Pozzani

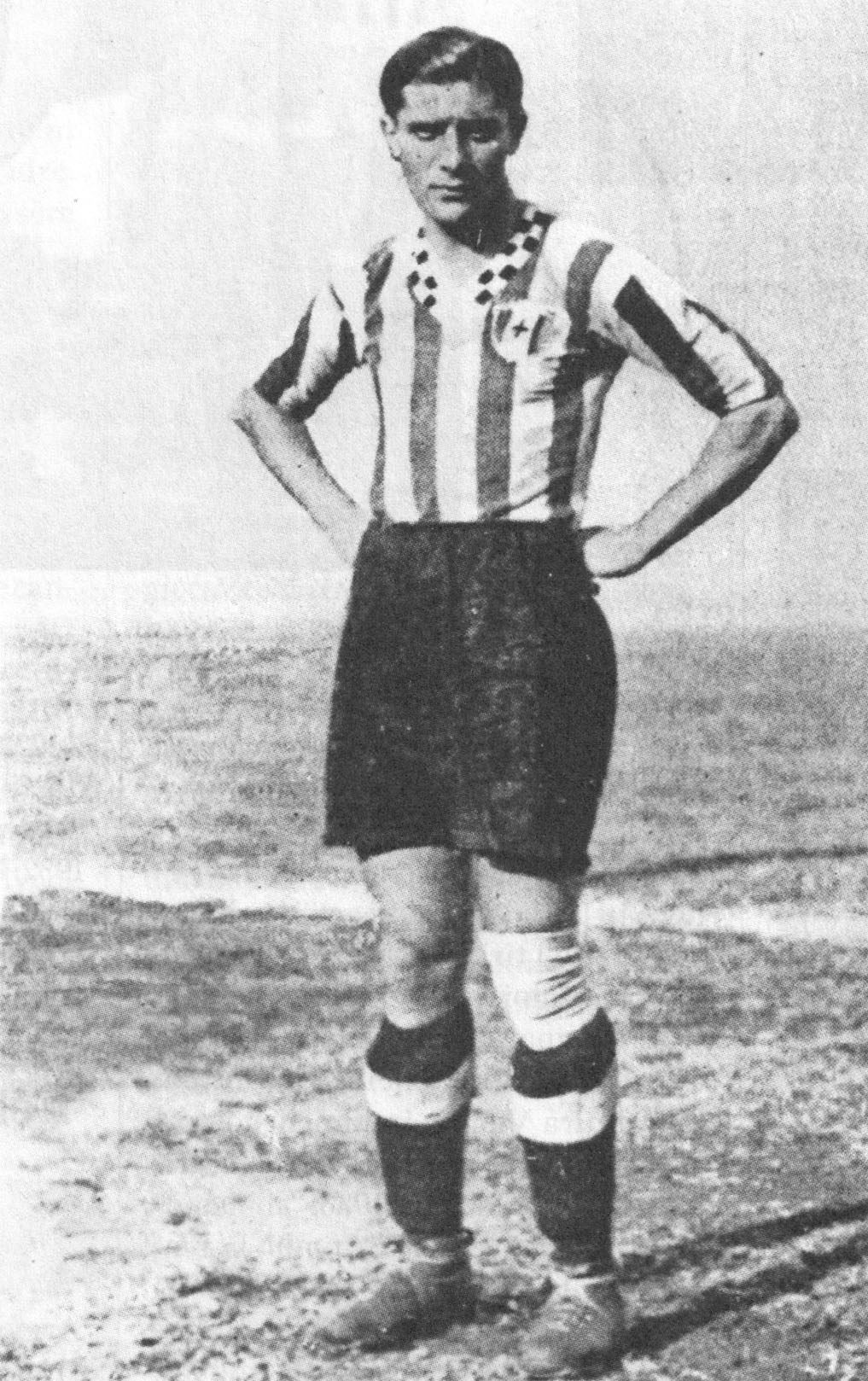
Giuseppe Meazza: con 408 presenze e 288 gol è il miglior marcatore nella storia dell'Inter, con cui fu per tre volte capocannoniere della Serie A.

Il quinto posto nel 1930-1931 portò un'aria di cambiamento in società: il nuovo timoniere Ferdinando Pozzani ingaggiò l'allenatore István Tóth, già vincitore nel 1928 della Coppa dell'Europa Centrale con il Ferencváros, e la mezzala uruguaiana Héctor Scarone, e ottenne inoltre dalla FIGC di assumere la denominazione Ambrosiana-Inter dopo la ricostituzione dell'U.S. Milanese (rinata come polisportiva, calcisticamente solo nel 1945), sciogliendo così la fusione coatta con l'Ambrosiana. Lo stravolgimento societario non portò risultati, che si limitarono al sesto posto in campionato.
Il nuovo ritorno di Árpád Weisz permise all'Ambrosiana nel 1932-1933 di arrivare seconda, otto punti dietro la Juventus. Il 1933 fu anche l'anno dell'unica finale nella Coppa dell'Europa Centrale. Qui, dopo aver eliminato First Vienna e Sparta Praga, ai nerazzurri restava da battere l'Austria Vienna: dopo la vittoria per 2-1 a Milano, a Vienna i nerazzurri vennero sconfitti 3-1 dai padroni di casa in 9 contro 11.
Nel girone di andata del 1933-1934 l'Ambrosiana batté la Juventus 3-2 all'Arena Civica. Con le sconfitte nel girone di ritorno con Fiorentina e Torino i nerazzurri ottennero un altro secondo posto, stavolta con lo scarto ridotto a quattro punti.
Nell'anno successivo, segnato dalla scomparsa di "Tito" Frione, all'ultima giornata Inter e Juventus erano a pari punti: i bianconeri vinsero a Firenze, mentre i nerazzurri persero contro la Lazio, con rete dell'ex nerazzurro Felice Levratto e la stagione divenne per i ragazzi allenati da Gyula Feldmann l'anno del terzo secondo posto consecutivo.
Passò un biennio dove in panchina si avvicendarono Albino Carraro (sostituto di Feldmann, esonerato) e Armando Castellazzi, ottenendo un quarto e un settimo posto in Serie A oltreché una semifinale nella Coppa dell'Europa Centrale.

### Il quarto e quinto scudetto, la prima Coppa Italia (1937-1940)

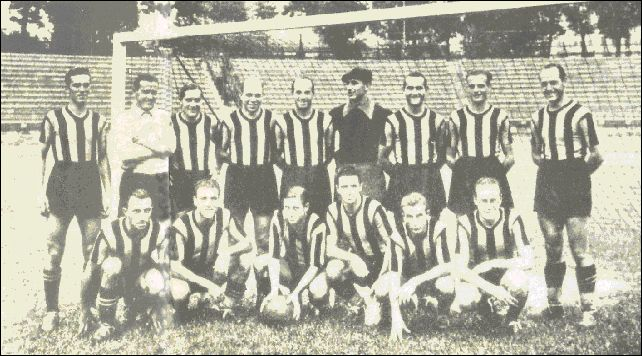
Una formazione dell'Ambrosiana-Inter vincitrice dello scudetto nel 1938.

Partita la stagione 1937-1938 con un pareggio per 3-3 a Lucca, l'Ambrosiana, guidata ancora da Castellazzi, raggiunse la vetta della classifica alla nona giornata, per effetto della vittoria sulla Juventus. Al quindicesimo turno, ultimo del girone di andata, i nerazzurri vinsero il titolo di campione d'inverno con quattro lunghezze di vantaggio sul Bologna. Il girone di ritorno si aprì con la goleada ai danni della Lucchese; alla ventiduesima giornata la Juventus affiancò i nerazzurri, per poi staccarli di due lunghezze due domeniche dopo. I punti di distanza divennero poi tre alla ventiseiesima giornata, quando l'Ambrosiana fu sconfitta sul campo del Liguria. In seguito i bianconeri persero a Trieste e cedettero in casa contro il Liguria a 90 minuti dalla fine. L'Ambrosiana-Inter balzò così in testa e attese l'ultima giornata con una classifica che vedeva in testa i nerazzurri con 39 punti, poi la Juventus con 38 e Bologna, Genoa e Milan terze a quota 37.
La squadra vinse lo scudetto all'ultima giornata, per effetto della vittoria di Bari: l'annuncio venne dato dagli altoparlanti di San Siro mentre si giocava un Milan-Juventus con numerosi tifosi nerazzurri infiltrati. In serata migliaia di sostenitori interisti aspettarono il ritorno dei giocatori alla stazione di Milano per festeggiare il quarto scudetto. Ancora una volta decisivo Meazza, autore di 20 centri stagionali in 25 presenze: nella stessa estate il Balilla portò l'Italia al secondo trionfo mondiale.
La società compensò il ritiro di mister Armando Castellazzi con Tony Cargnelli, teorico del sistema (modulo che sostituisce il classico metodo danubiano). La squadra così rinnovata arrivò terza in Serie A e vinse la sua prima Coppa Italia nel 1938-39 battendo in finale il Novara per 2-1 con gol di Ferraris II e Frossi.

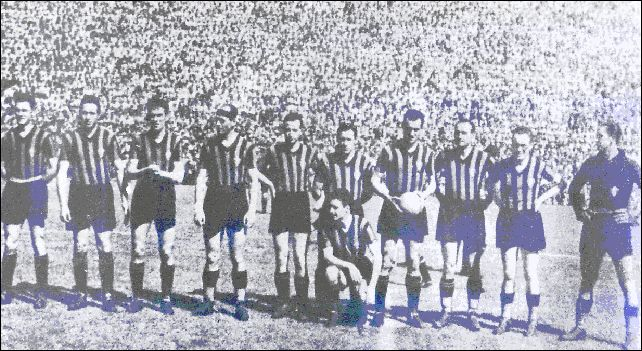
L'undici che vinse il 5º scudetto nel 1939-40.

A tener banco nelle cronache dell'estate del 1939 fu un "caso" che riguardò Meazza che rimase escluso dalla rosa titolare dell'Ambrosiana per via di un embolo che colpì il suo piede sinistro, noto come "il piede gelato". I nerazzurri guidarono il campionato 1939-1940 con Tony Cargnelli ancora in panchina, vincendo all'ultima giornata lo scontro diretto con il Bologna e festeggiando lo scudetto sul neutro di San Siro, campo del Milan, scelto perché il numero di spettatori era superiore alla capienza massima dell'Arena Civica. Dopo otto giorni Benito Mussolini annunciò l'entrata dell'Italia in guerra.

### Il periodo 1940-1945: l'arrivo di Masseroni
Gli anni successivi, ceduto Meazza e con la seconda guerra mondiale in corso, non c'erano certezze sul futuro e non si facevano grossi investimenti. La stagione 1940-1941 vide l'Inter, allenata dalla coppia Zamberletti-Peruchetti arrivare seconda, mentre nel torneo successivo la squadra ottenne un dodicesimo posto che ebbe il solo vantaggio di evitare la retrocessione.

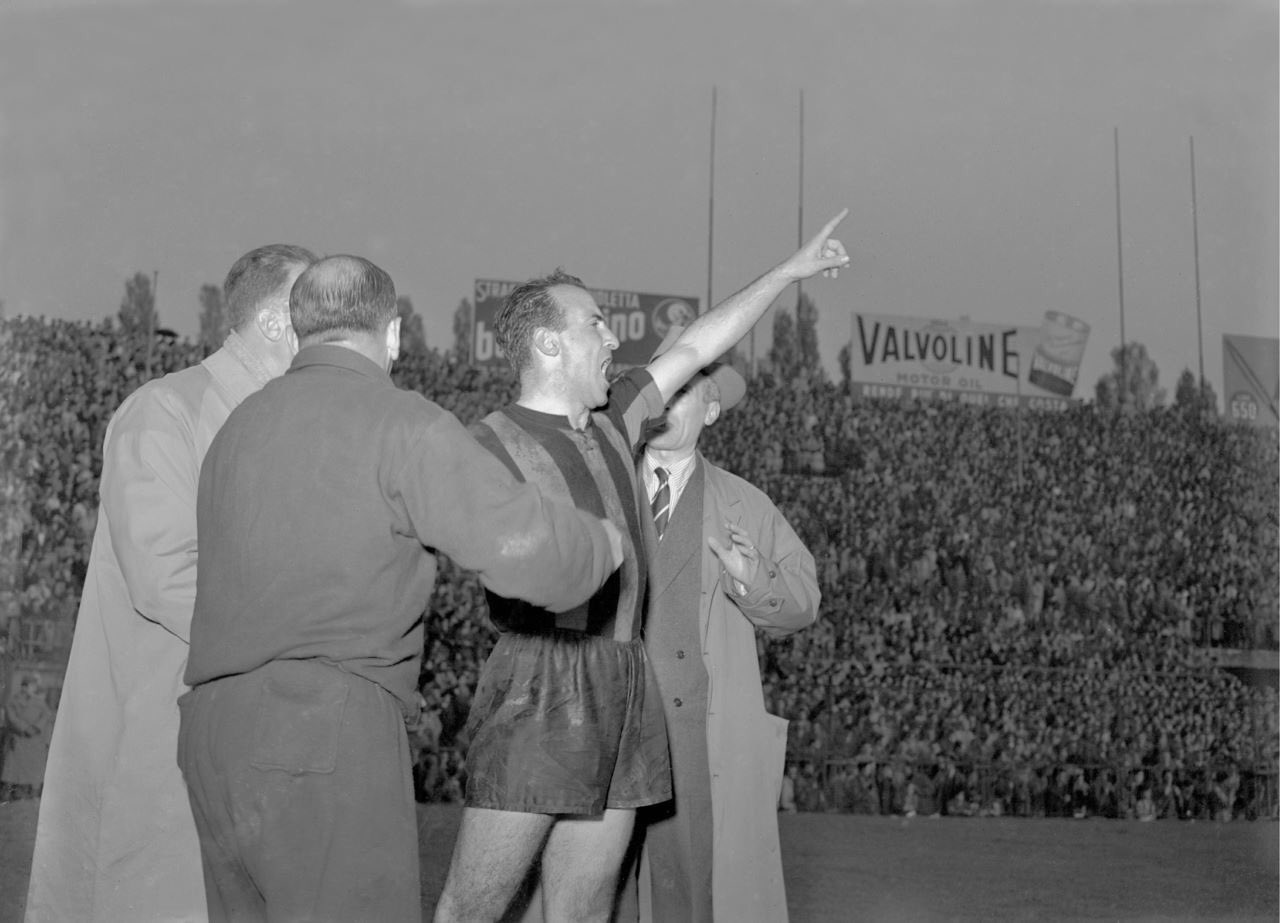
Amedeo Amadei esultante dopo la sua tripletta nel vittorioso derby di Milano (6-5) del 6 novembre 1949, tuttora la stracittadina meneghina dal maggiore numero di reti segnate.

Dati i risultati del biennio precedente, il presidente Ferdinando Pozzani si fece da parte in favore di Carlo Masseroni, un industriale della gomma che era anche un grande appassionato di ciclismo. La sua prima mossa fu l'allontanamento del tecnico Ivo Fiorentini, avvicendato da Giovanni Ferrari, appena passato dal calcio giocato alla panchina. Sotto la guida di quest'ultimo l'Inter ottenne il quarto posto nel torneo 1942-1943. Ormai il conflitto mondiale era arrivato anche in Italia ed era arrivato il momento di fermare i campionati. Dopo la caduta del regime fascista, il 27 ottobre 1945 Masseroni annunciò che «l'Ambrosiana torna, da oggi, a chiamarsi solo ed esclusivamente Internazionale».

### Il periodo 1945-1950: di nuovo Internazionale
Il primo torneo del dopoguerra fu anche quello che vide il ritorno dei gironi territoriali, resi necessari dalle difficoltà di movimento causate dalla distruzione delle infrastrutture viarie. La squadra, affidata a Carlo Carcano, non andò oltre un quarto posto finale. A gennaio del 1947 Carcano venne sostituito da Nino Nutrizio insieme all'allenatore-giocatore Giuseppe Meazza, tornato all'Inter a trentasei anni. La coppia ottenne la salvezza nell'ultima partita da giocatore del Pepin.
Soltanto Meazza venne confermato in panchina, poi comunque esonerato con il ritorno di Carcano. Alla fine del 1947-1948, la terza piazza conquistata al giro di boa si ridusse al dodicesimo posto. Nelle restanti giornate la squadra venne guidata dal gallese David John Astley che divenne il nuovo tecnico anche per la successiva stagione.
Nell'estate del 1948 Masseroni investì pesante sulla campagna acquisti ma i nuovi giocatori non offrirono il gioco richiesto da mister Astley, che venne sostituito a metà stagione da Giulio Cappelli. Quest'ultimo cominciò la rincorsa sul Torino grazie anche ai gol di Nyers, capocannoniere con 26 reti. I nerazzurri tornarono nel gruppo di testa e diventarono il principale avversario dei granata. Solo con lo 0-0 di Milano del 30 aprile 1949 i torinisti riuscirono ad assicurarsi la sicurezza del quinto tricolore di fila. Quella contro i nerazzurri fu l'ultima partita ufficiale del Grande Torino poiché l'intera squadra scomparve il 4 maggio nella tragedia di Superga.
L'annata successiva l'Inter arrivò terza nel torneo vinto dalla Juventus.

## Gli anni 1950

### Biennio 1950-1952: i podi con Olivieri
Nel 1950 la panchina fu affidata al quarantenne tecnico Aldo Olivieri, che in due campionati raggiunse un secondo e terzo posto.

### 1952-1955: il triennio di Foni e i due scudetti consecutivi

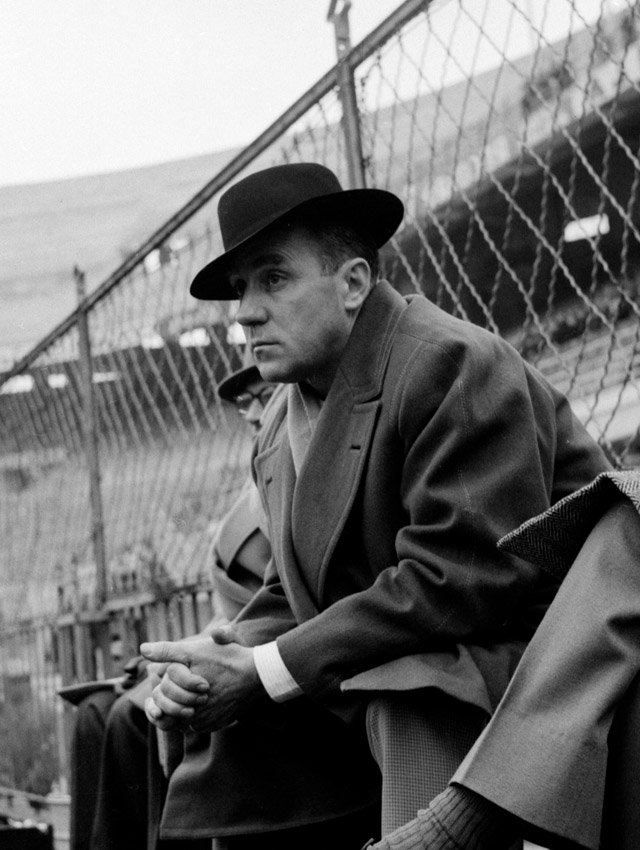
Alfredo Foni, vincitore dello scudetto al suo debutto sulla panchina nerazzurra.

L'estate 1952 coincise con l'arrivo in panchina di Alfredo Foni, allenatore spesso criticato dalla stampa per un approccio tattico tendenzialmente difensivista. Il nuovo tecnico riuscì ad imporre una quadratura di gioco e un senso del collettivo in uno spogliatoio imperniato sulle individualità – tra cui Lorenzi, Nyers, Skoglund e Wilkes – il cui talento era tuttavia mitigato da problemi caratteriali. Una prima innovazione fu compiuta con la rinuncia a Wilkes, ceduto al Torino, per concedere maggior spazio a Gino Armano: questi venne schierato lungo l'esterno destro, risultando la prima «ala tornante» nella storia del calcio italiano. Il successo nerazzurro del campionato 1952-53 venne costruito su una solida difesa, tanto che il portiere Giorgio Ghezzi – soprannominato Kamikaze per uno stile di gioco incline allo spettacolo – risultò il meno battuto del torneo. Guadagnato il comando della classifica già in autunno, i nerazzurri si mantennero imbattuti per ben 19 giornate; il vantaggio accumulato sulle inseguitrici fu tale da raggiungere l'aritmetica certezza del primato con tre turni di anticipo. A trionfo ormai acquisito, la Beneamata terminò il campionato con tre sconfitte consecutive.

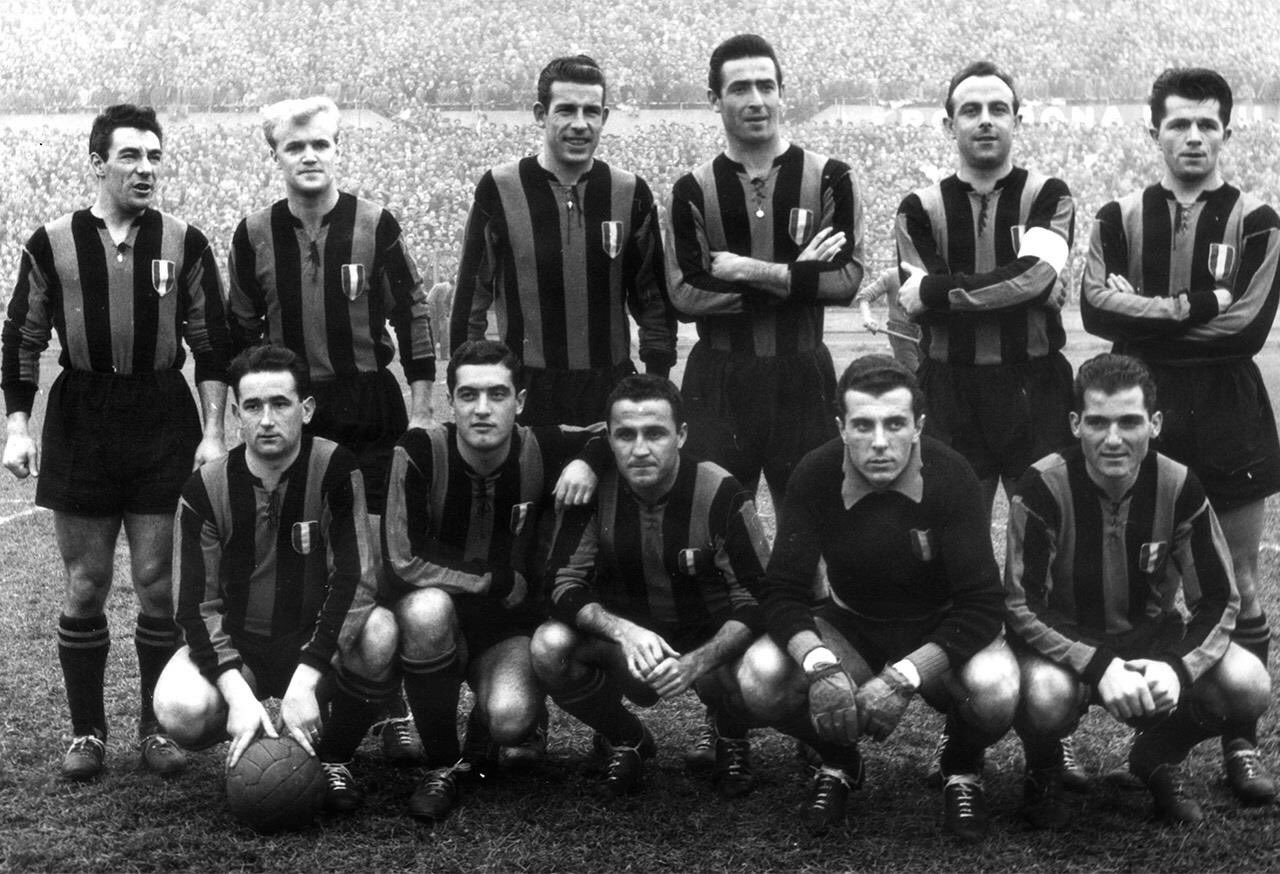
L'Inter 1953-54, la prima che seppe bissare il titolo ottenuto l'annata precedente. Nell'immagine una formazione della stagione: da sinistra Lorenzi, Skoglund, Nesti, Mazza, il capitano Giovannini e Nyers; accosciati Padulazzi, Armano, Neri, Ghezzi e Giacomazzi.

In avvio del campionato 1953-54 i milanesi fronteggiarono la temporanea esclusione di Nyers, posto fuori rosa per via di un mancato accordo col presidente Masseroni circa la retribuzione economica. L'acclamazione dei sostenitori convinse la dirigenza a reintegrare il calciatore prima del derby contro il Milan, deciso proprio da una tripletta dell'apolide. Contrastata da Fiorentina e Juventus nel girone di andata, la squadra lombarda accusò un calo in febbraio salvo poi riprendersi in primavera e proseguire il duello con i bianconeri. La netta vittoria per 6-0 contro i torinesi fu determinante per il bis in campionato, conseguito con un solo punto di margine sui rivali. Per la sua terza stagione in panchina, Foni si accordò contestualmente con una Nazionale italiana reduce dal fallimento ai Mondiali elvetici; incapace di ripetere i fasti del recente biennio, la formazione nerazzurra si classificò solamente ottava in campionato.

### 1955-1960: l'inizio dell'era di Angelo Moratti
Nel maggio 1955 Masseroni cedette la società al petroliere Angelo Moratti.
I primi anni della nuova gestione videro il presidente Moratti compiere un ingente turn-over in panchina, senza però che ai ricambi corrispondessero risultati. Il miglior piazzamento fu il terzo posto nel campionato 1958-59, con i milanesi che piazzarono Angelillo in cima alla classifica dei marcatori: l'attaccante mise a segno 33 gol in altrettante gare, record per i campionati a girone unico con 18 formazioni.

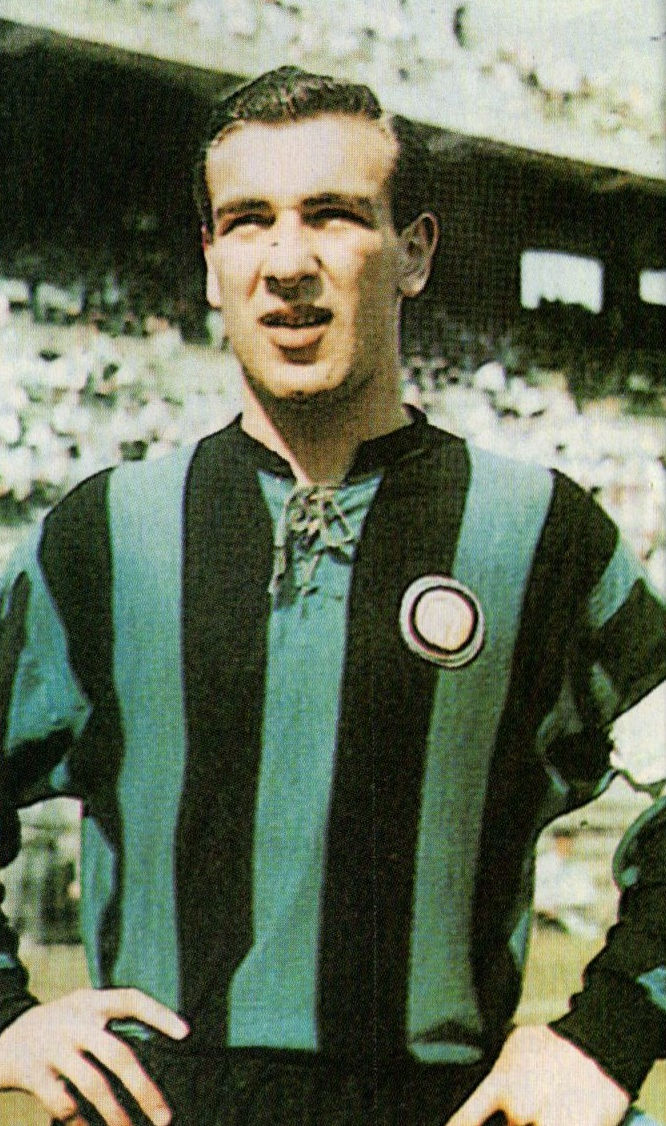
L'italo-argentino Angelillo, miglior marcatore del torneo 1958-59 con 33 realizzazioni.

Durante il torneo 1959-60, terminato al quarto posto, i nerazzurri subirono una delle più pesanti sconfitte di sempre nei derby perdendo 5-3 contro i rossoneri.

## Gli anni 1960

### 1960-1962: biennio d'assestamento

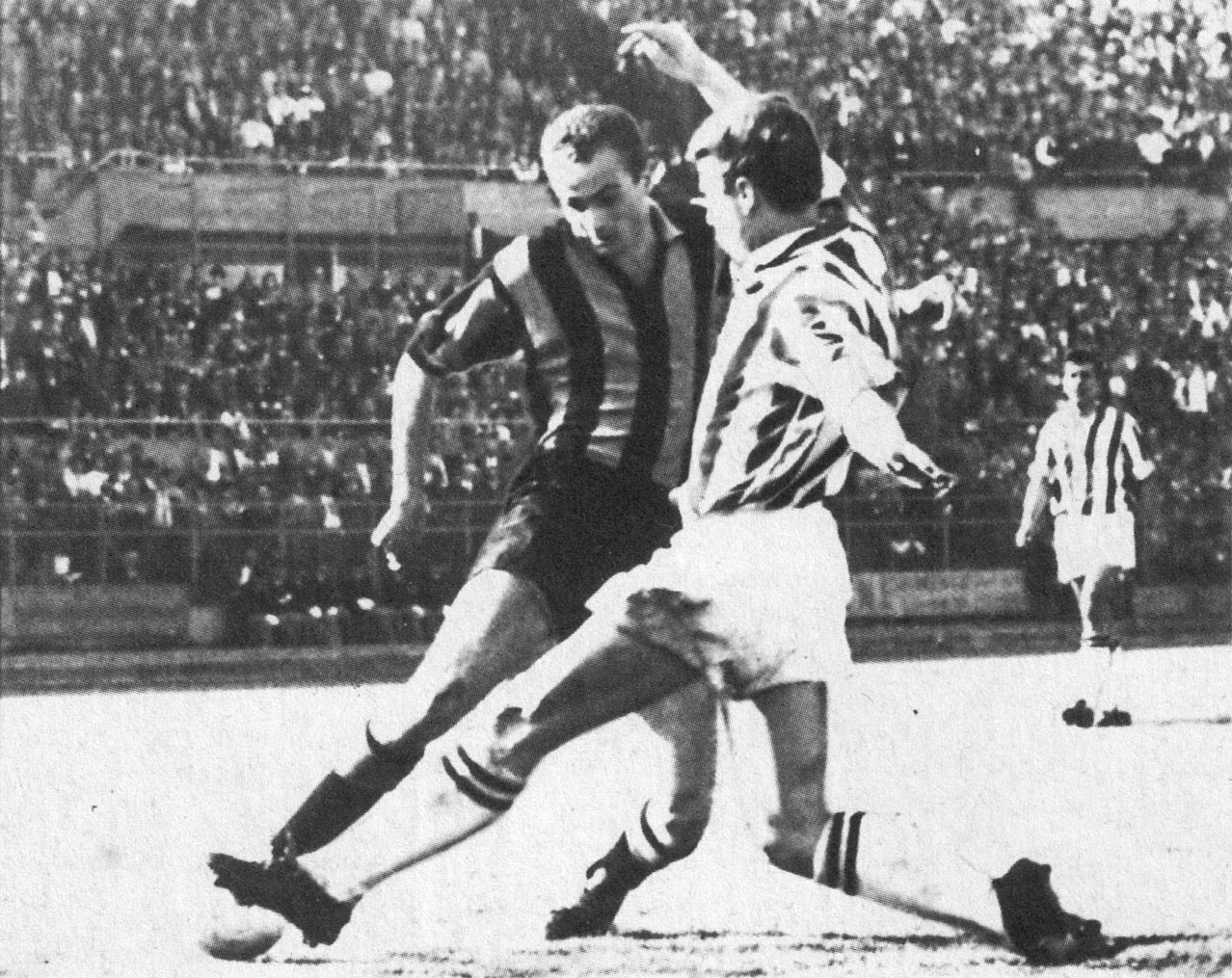
Un diciottenne Sandro Mazzola in contrasto sullo juventino Sarti nel derby d'Italia del 10 giugno 1961, giocato in segno di protesta dall'Inter con la sua squadra De Martino.

Nell'estate 1960 la società affidò la propria panchina all'argentino Helenio Herrera, soprannominato Mago. Per quanto riguarda il settore dirigenziale, si registrò invece l'arrivo di Italo Allodi. Durante il campionato 1960-61 i nerazzurri terminarono in vetta il girone di andata, ma una serie di incertezze nel ritorno favorì il sorpasso della Juventus. Lo scontro diretto del 16 aprile 1961 fu inizialmente appannaggio dei meneghini, cui la vittoria venne riconosciuta a tavolino per un'invasione di campo: la Corte d'Appello Federale invalidò tuttavia la sentenza col torneo ormai prossimo alla conclusione, decretando la ripetizione della gara. Sconfitti a Catania nell'ultimo turno di campionato, i nerazzurri fallirono l'aggancio: con il replay del derby d'Italia divenuto quindi ininfluente, la Beneamata – che schierò la propria formazione giovanile, in segno di protesta verso la Federazione – fu travolta per 9-1, realizzando il punto della bandiera con l'esordiente Sandro Mazzola.
Per la stagione seguente il Mago ottenne l'ingaggio del centrocampista Luis Suárez, mentre in attacco il britannico Gerry Hitchens rimpiazzò Angelillo: inviso al tecnico non solamente per ragioni tattiche ma anche per fatti inerenti alla vita personale, l'ex capocannoniere fu ceduto alla Roma. L'Inter vinse il titolo di metà stagione nel torneo 1961-62 con cinque lunghezze di margine sul Milan, prima che un calo nella fase di ritorno comportasse l'aggancio e il sorpasso dei concittadini. I nerazzurri conclusero al secondo posto, distanziati di cinque punti dai rivali: le delusioni del recente biennio e problemi di salute e spinsero Moratti a rassegnare le dimissioni, poi revocate quando la società, assieme ad altre di Serie A e B, rimase coinvolta in uno scandalo concernente l'uso di sostanze dopanti: il procedimento giudiziario che ne seguì portò alla squalifica di tre calciatori interisti per due giornate di campionato.

### 1962-1966: la Grande Inter

#### 1962-1963: l'ottavo Scudetto

Il capitano Armando Picchi col tecnico Herrera nella stagione 1962-63, coincisa con la nascita della Grande Inter.

Herrera mantenne il comando della formazione quando Edmondo Fabbri pareva ormai pronto ad insediarsi in panchina, con l'organico rinforzato dal terzino Burgnich e dall'interno Maschio. In avvio di campionato l'Inter non parve in grado di aspirare al titolo, racimolando appena sette punti in altrettante uscite: la svolta si verificò in autunno con l'acquisto del centravanti Di Giacomo dal Torino, cui venne invece dirottato Hitchens. La partenza del britannico consentì il tesseramento dell'ala brasiliana Jair, con Herrera che concesse spazio anche ai ventenni Facchetti e Mazzola; a vestire la fascia di capitano era Armando Picchi, schierato alle spalle dei difensori.
Sorretti dal nuovo assetto tattico, i meneghini si resero autori di una rimonta che li vide conquistare 28 punti in 17 giornate: pur mancando il titolo invernale a favore della Juventus, i nerazzurri compirono l'aggancio nel febbraio 1963. Un pareggio nel derby – con Mazzola che segnò dopo 13" il gol più veloce di sempre nelle stracittadine – valse il comando solitario, con l'imbattibilità poi persa a Bergamo. L'immediata reazione portò i meneghini, il cui primato non venne insidiato, a vantare un distacco di quattro lunghezze sulla rivale bianconera: il trionfo nello scontro diretto di Torino permise di ipotecare la vittoria finale, divenuta matematica a Roma il 5 maggio 1963. Chiudendo il torneo davanti agli stessi piemontesi nonché ad un Milan appena laureatosi campione d'Europa, gli uomini di Herrera salirono sul trono nazionale a nove anni dall'ultima affermazione.

#### 1963-1964: la prima Coppa Campioni

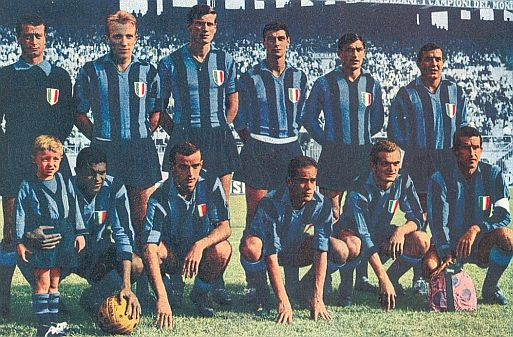
Una formazione dell'Inter nella stagione 1963-1964; in piedi: Sarti, Tagnin, Facchetti, Guarneri, Burgnich, Petroni; in prima fila: Jair, Corso, Suárez, Mazzola e Picchi.

In vista dell'impegno continentale – stante il tricolore che valse il debutto nella Coppa Campioni – la squadra venne potenziata dagli acquisti del portiere Sarti, del mediano Tagnin – utilizzato da secondo stopper – e della punta Milani. Lo scenario del campionato vide i nerazzurri insidiati dai concittadini rossoneri e dal Bologna dell'ex Bernardini, divenuto il principale concorrente nella fase di ritorno. Il cammino dei petroniani fu ostacolato da un caso di doping tradottosi inizialmente nella penalità di tre punti, successivamente restituiti: lombardi e felsinei conclusero quindi il torneo a pari merito, rendendo necessario uno spareggio. All'appuntamento la formazione di Herrera giunse con i favori del pronostico, avendo conquistato al primo tentativo la coppa continentale: eliminate nell'ordine Everton, Monaco, Partizan e Borussia Dortmund, la Beneamata sconfisse nell'atto conclusivo il Real Madrid con doppietta di Mazzola e rete di Milani.
Sul neutro di Roma, i meneghini dovettero però arrendersi alla compagine emiliana che prevalse per 2-0 con un'autorete di Facchetti e un gol di Nielsen.

#### 1964-1965: il nono Scudetto, la seconda Coppa Campioni e la prima Coppa Intercontinentale

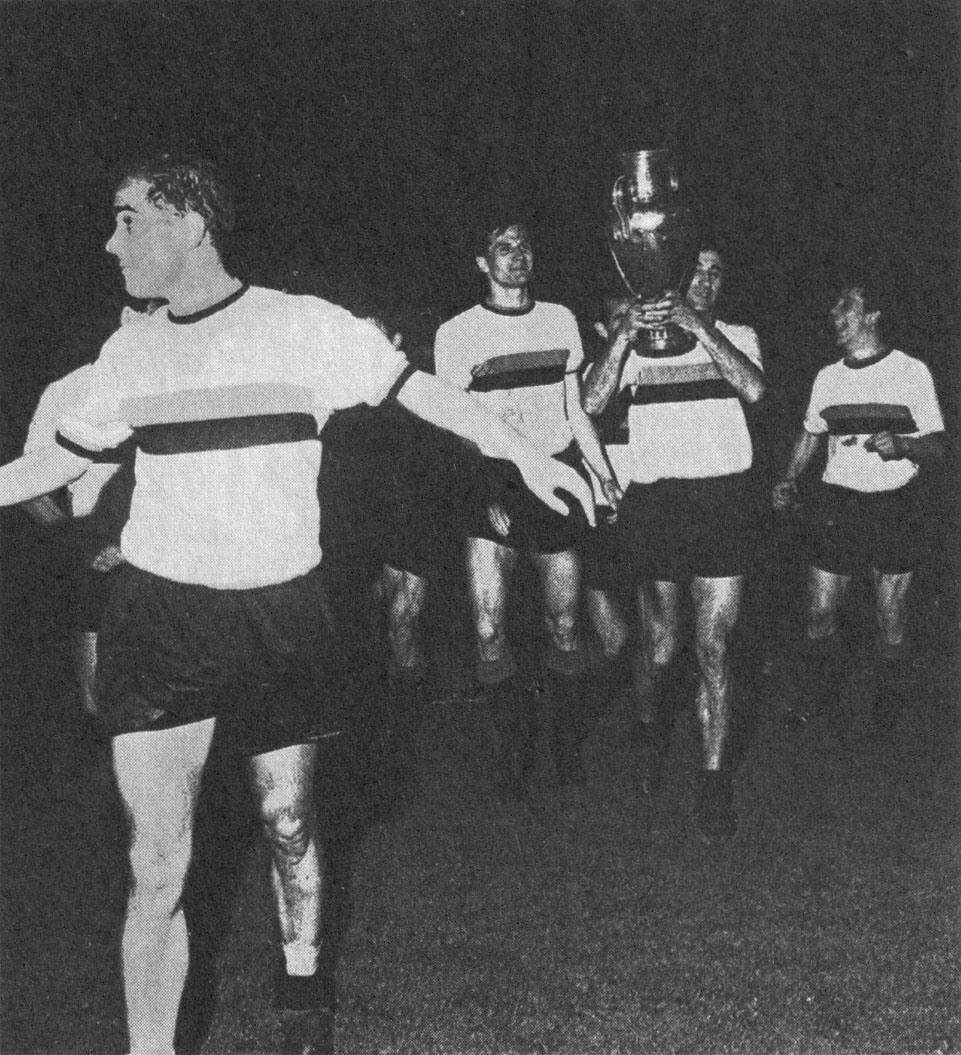
I giocatori dell'Inter festeggiano sul campo di San Siro per la vittoria della loro seconda Coppa dei Campioni.

Decisa ad arricchire ulteriormente il proprio palmarès, l'Inter si presentò al via della stagione 1964-65 con nuovi volti: il centrale difensivo Malatrasi, l'ala Domenghini e l'attaccante Peiró. La Beneamata sollevò nel settembre 1964 la Coppa Intercontinentale dopo tre sfide con l'argentino Independiente: la vittoria dei sudamericani in casa e l'affermazione nerazzurra a Milano comportarono una «bella» sul campo neutro di Madrid, decisa dalla rete di Corso nei supplementari.
In campionato l'undici di Herrera terminò la fase di andata con sette punti di ritardo dal Milan, compiendo poi il sorpasso grazie ad un exploit che nei 15 turni conclusivi vide la formazione ottenere 28 punti sui 30 disponibili. Impostasi nettamente nella stracittadina di ritorno col punteggio di 5-2, l'Inter consolidò il vantaggio sui rivali in primavera aggiudicandosi il tricolore nella giornata finale. Ad impreziosire la stagione fu poi il bis europeo, centrato con una vittoria di misura sul Benfica: nei turni precedenti la squadra aveva estromesso Dinamo Bucarest, Rangers e Liverpool.
Sfumò invece la Coppa Italia, persa di misura contro la Juventus nell'agosto 1965 con la nuova stagione ormai alle porte.

#### 1965-1966: laprima stellae la seconda Coppa Intercontinentale

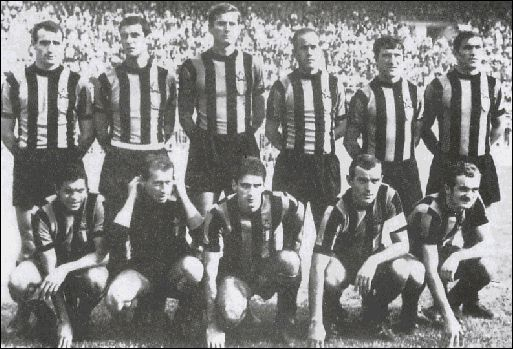
La rosa completa del 1966 che avrebbe vinto la prima stella. Da sinistra, in piedi: Sarti, Facchetti, Guarneri, Bedin, Burgnich e capitan Picchi. Accosciati da sinistra: Jair, Mazzola, Peiró, Suárez e Corso.

Conquistata un'altra Coppa Intercontinentale – sempre ai danni dell'Independiente –, la Beneamata si ripeté anche in campionato senza eccessivi affanni: degno di nota il contributo offensivo del terzino Facchetti, capace di realizzare ben dieci reti. La conquista del tricolore comportò la presenza sulle maglie da gioco di una stella, simbolo volto a sottolineare la decima vittoria del titolo.
Una delusione si consumò invece sul fronte europeo, dove i nerazzurri vennero sconfitti dal Real Madrid in semifinale.

### 1966-1970: l'arrivo di Fraizzoli
La stagione 1966-67 coincise col brusco epilogo della Grande Inter, dacché i nerazzurri persero nell'arco di una settimana la Coppa Campioni e il campionato: sconfitta in rimonta dal Celtic in ambito europeo, la compagine lombarda perse a Mantova nell'ultimo turno di campionato vedendosi superare in classifica dalla Juventus. A decidere l'incontro fu una rete dell'ex Di Giacomo, favorita dall'incertezza del portiere Sarti.
Concluso il torneo seguente con un incolore quinto posto, nella primavera 1968 Angelo Moratti cedette la società all'imprenditore tessile Ivanoe Fraizzoli. Nelle prime due stagioni con Fraizzoli alla presidenza, la compagine milanese – guidata dapprima da Foni e successivamente da Heriberto Herrera – si classificò quarta e seconda in campionato.

## Gli anni 1970

### 1970-1972: l'undicesimo Scudetto e la finale di Coppa Campioni

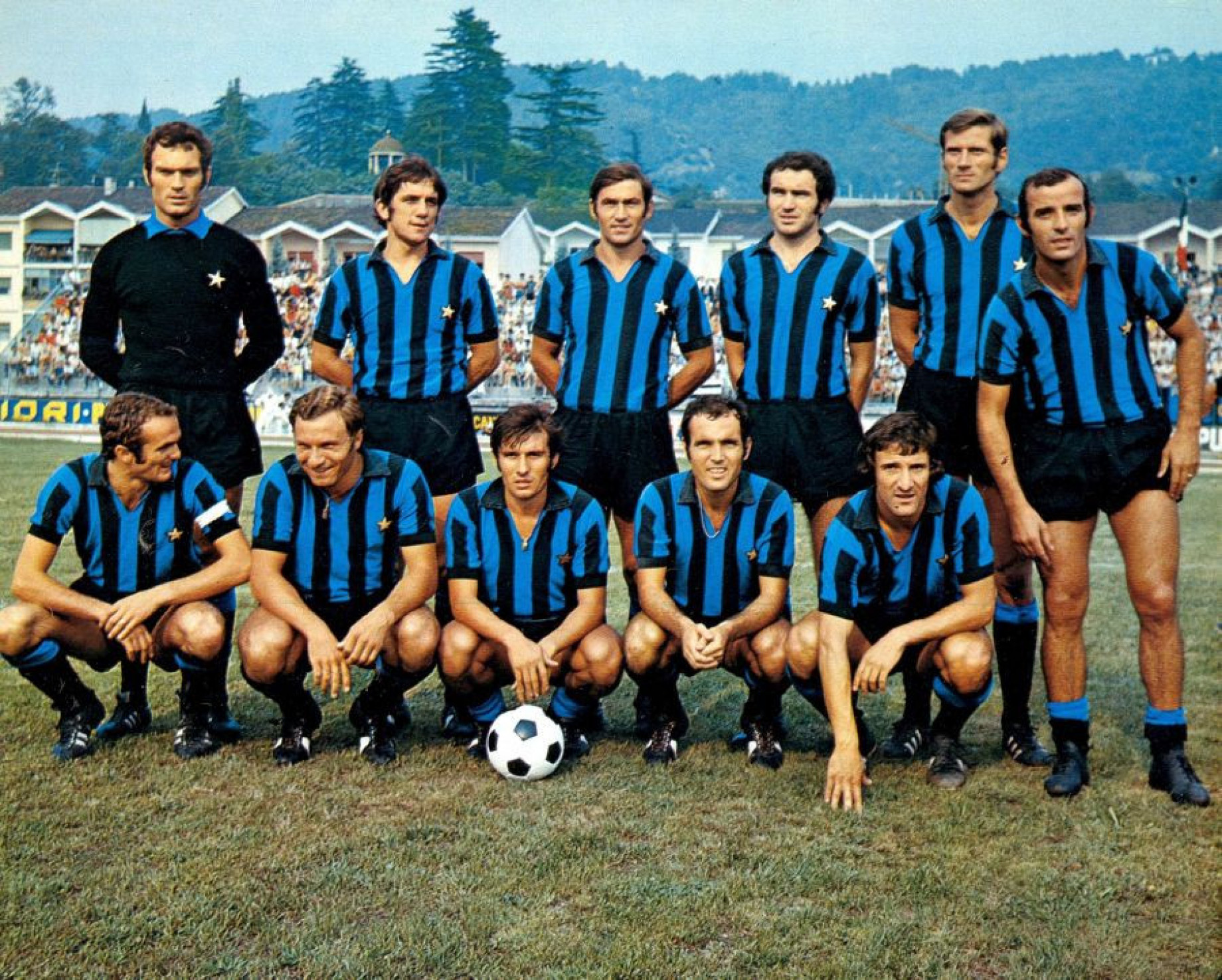
Una formazione dell'Inter campione d'Italia nel 1970-1971. Da sinistra, in piedi: Vieri, Boninsegna, Burgnich, Giubertoni, Facchetti e Corso; accosciati, da sinistra, il capitano Mazzola, Righetti, Pellizzaro, Frustalupi e Bedin.

All'inizio del torneo 1970-71 l'Inter – che in estate aveva ceduto la bandiera Suárez alla Sampdoria – rischiò di vedersi confinata ai margini della lotta di vertice, dopo le sconfitte con Cagliari e Milan che provocarono l'esonero di Herrera. Per sostituire il paraguaiano, Fraizzoli affidò la panchina a Giovanni Invernizzi che in precedenza si occupava del settore giovanile. Trascinata dalle reti di Boninsegna, la squadra riuscì a compiere un inatteso aggancio nei confronti dei rivali rossoneri: il sorpasso si concretizzò infine nella primavera 1971, dopo una vittoria sul Napoli rimasta celebre per le controversie circa l'arbitraggio. I nerazzurri si aggiudicarono il titolo con due gare di anticipo, incamerando in tal modo l'undicesimo tricolore.

Festeggiamenti per lo scudetto 1970-1971. La formazione titolare che scese in campo contro il Foggia nella partita che assegnò il titolo era composta da: Vieri, Bellugi, Facchetti, Bedin, Giubertoni, Burgnich, Jair, Bertini, Boninsegna, Mazzola, Corso.

La vittoria in campionato permise inoltre il ritorno sul palcoscenico europeo, cui la Beneamata si presentò con pochi rinforzi: tra questi il portiere di riserva Bordon, capace comunque di insidiare il titolare Lido Vieri a dispetto della giovane età, e il mediano Oriali. Sconfitto agevolmente l'AEK Atene nei sedicesimi di finale della Coppa Campioni, la Beneamata incrociò il Borussia M'gladbach negli ottavi. Durante la sfida di andata in Germania, sul punteggio di 2-1 per i teutonici, Boninsegna cadde a terra dopo essere stato centrato in testa da una lattina di Coca-Cola scagliata dai tifosi tedeschi sugli spalti. Il risultato finale fu di 7-1 per il Borussia, con la società lombarda che presentò ricorso: il vicepresidente Prisco sostenne l'irregolarità nello svolgimento della partita, essendo questa proseguita dopo l'incidente.
Al culmine di una diatriba sfociata anche sul piano legale, l'UEFA decretò l'annullamento della gara ordinandone la ripetizione. A Milano i nerazzurri s'imposero per 4-2, mentre nel retour match la prestazione di Bordon – distintosi, tra l'altro, per un rigore parato a Sieloff – consentì di mantenere lo 0-0 e accedere ai quarti di finale. La Beneamata ebbe poi ragione del belga Standard Liegi e dello scozzese Celtic, superato ai rigori. Nell'atto conclusivo gli uomini di Invernizzi capitolarono di fronte all'Ajax di Johan Cruijff, autore della doppietta decisiva.

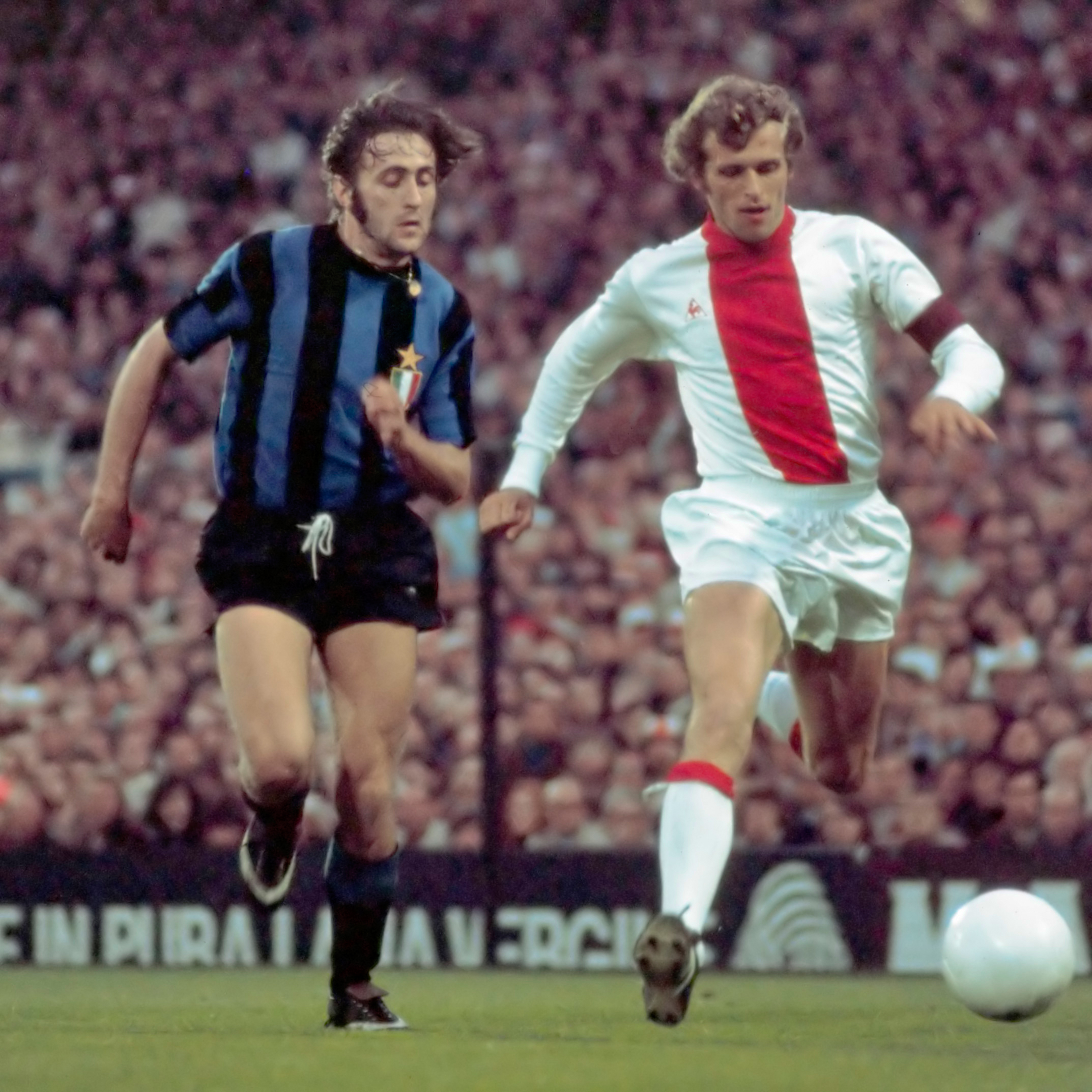
Mauro Bellugi in marcatura su Keizer nella finale della Coppa dei Campioni persa a Rotterdam contro l'.

### 1972-1977: anni di transizione
Gli anni che fecero seguito alla finale di Coppa Campioni videro la squadra – alle prese con un corposo ricambio generazionale – rendersi autrice di un periodo sostanzialmente incolore, con stagioni in chiaroscuro malgrado il temporaneo ritorno di Helenio Herrera in panchina nel 1973, che dovette però lasciare dopo 15 partite di campionato a causa di un infarto.
Con il massimo obiettivo stagionale circoscritto alla qualificazione per la Coppa UEFA (raggiunta per quattro volte in cinque anni), l'unico guizzo significativo venne toccato nel 1977: la formazione di Giuseppe Chiappella disputò la finale di Coppa Italia, perdendola contro il Milan, nell'ultima apparizione ufficiale di Sandro Mazzola.

### Il ciclo Bersellini (1977-1982)

#### 1977-1980: la seconda Coppa Italia e il dodicesimo scudetto

Graziano Bini con la Coppa Italia appena ricevuta e parte della squadra.

Ad aprire un ciclo vincente fu l'ingaggio di Eugenio Bersellini, soprannominato «sergente di ferro». La stagione 1977-78 vide i nerazzurri tornare al successo, vincendo la Coppa Italia contro il Napoli: la sfida con i partenopei, conclusa per 2-1, coincise con l'ultimo incontro di Facchetti. L'affermazione in coppa nazionale garantì il debutto nella Coppa delle Coppe, dove i meneghini raggiunsero i quarti di finale nel 1978-79 arrendendosi al belga KSK Beveren.

Una formazione della stagione 1979-1980. Da sinistra, in piedi: Bordon, Mozzini, Pasinato, Bini, Canuti, e Altobelli; accosciati, Marini, Baresi, Muraro, Oriali e Beccalossi.

Nel campionato 1979-80 la Beneamata – i cui punti di forza risiedevano in Bordon, Baresi, nel capitano Bini, Oriali, Altobelli, Beccalossi e Muraro – scattò in testa dal primo turno, imponendosi poi nella stracittadina – con doppietta di Beccalossi – e contro la Juventus (4-0). L'unica flessione si registrò sul finire del girone di andata, con la squadra che mantenne comunque un margine rassicurante sulle inseguitrici. La vittoria nel derby del 2 marzo 1980, con gol di Oriali, spianò la strada verso il dodicesimo tricolore con la matematica certezza acquisita a due giornate dalla conclusione per effetto di un pareggio con la Roma: il definitivo 2-2 fu realizzato da Roberto Mozzini.

#### 1980-1982: il ritorno in Europa e la terza Coppa Italia
Riaffacciatasi in Coppa Campioni dopo nove anni, l'Inter tesserò l'austriaco Prohaska dopo la mancata chiusura del contratto col brasiliano Falcao. Alla prima squadra venne aggregato il sedicenne Giuseppe Bergomi, che aveva compiuto il proprio esordio nel gennaio 1980. I nerazzurri approdarono alle semifinali della manifestazione europea per la sesta volta su sei partecipazioni totali, cedendo questa volta al Real Madrid.
A calare il sipario sul lustro di Bersellini fu la vittoria in Coppa Italia nel 1982, conseguita contro il Torino.

Alessandro Altobelli segna il gol del pareggio contro il Torino nella vittoriosa finale di Coppa Italia della stagione 1981-1982.

## Gli anni 1980

### Il periodo 1982-1986: l'arrivo di Pellegrini
Il successore di Bersellini sulla panchina dell'Inter fu Rino Marchesi, terzo classificato nel campionato 1982-83 dietro Roma e Juventus: a segnare la stagione fu un sospetto di combine relativo alla sfida con il Genoa (vinta per 3-2), malgrado tali accuse non abbiano mai trovato riscontro. In Coppa delle Coppe – torneo al quale i meneghini parteciparono per la seconda volta – fu il Real Madrid a sbarrare la strada, nei quarti di finale.
Nella stagione 1983-84 i nerazzurri furono guidati da Luigi Radice, terminando il campionato al quarto posto. Con l'annata agonistica in corso, Fraizzoli cedette la società a Ernesto Pellegrini che ne divenne proprietario nel gennaio 1984.
Rinforzata dall'irlandese Brady e dal tedesco Rummenigge, la squadra di Ilario Castagner contese nel torneo 1984-85 la vittoria finale all'Hellas Verona chiudendo tuttavia sul gradino più basso del podio; in Coppa UEFA raggiunse la semifinale, arrendendosi al Real Madrid. I madrileni furono gli artefici dell'eliminazione anche l'anno seguente, nel medesimo turno allenati da Corso (che prese il posto di Castagner nell'autunno 1985). I nerazzurri finirono il campionato 1985-86 in sesta posizione.

### Il ciclo Trapattoni (1986-1991)

#### Biennio 1986-1988

Giovanni Trapattoni, sulla panchina nerazzurra dal 1986 al 1991, riportò i milanesi allo scudetto dopo nove anni (1989) e a un trionfo europeo dopo ventisei (1991).

L'estate 1986 portò a Milano l'ex bianconero Giovanni Trapattoni, vincitore di 6 Scudetti nel capoluogo piemontese. Nella sua prima stagione, la squadra patì l'infortunio di Rummenigge ma ottenne un positivo terzo posto. L'annata successiva fu più deludente, con un piazzamento in quinta posizione e l'addio del capitano Altobelli.

#### Stagione 1988-1989: loscudetto dei record
Dalla Germania arrivarono il centrocampista Lothar Matthäus e il terzino sinistro Andreas Brehme. In difesa avevano ormai trovato spazio il portiere Walter Zenga e i difensori Riccardo Ferri e Giuseppe Bergomi davanti ad Andrea Mandorlini (trasformato in libero). Gianfranco Matteoli da regista avanzato venne arretrato davanti alla difesa a creare gioco mentre al suo posto andò Matthäus. Accanto a loro fu acquistato l'interno Nicola Berti, dalla Fiorentina, e il tornante di destra del Cesena, Alessandro Bianchi. Il centravanti Aldo Serena fece coppia con l'argentino Ramón Díaz, arrivato a Milano all'ultimo minuto in prestito dalla Fiorentina dopo la bocciatura di Rabah Madjer. Momentaneamente acquistato da Pellegrini, con tanto di foto ufficiali e presentazione in sede alla stampa, l'algerino, dopo che le visite mediche rilevarono un infortunio muscolare alla coscia che poteva comprometterne l'integrità fisica, non firmò mai il contratto.

Una formazione dell'Inter dei record, stagione 1988-1989. Da sinistra, in piedi: Zenga, Ferri, Berti, Bergomi, Serena e Matthäus; accosciati: Díaz, Brehme, Bianchi, Matteoli e Mandorlini.

I nerazzurri andarono già in testa solitari alla quinta giornata, distanziando il Milan di un punto e la Sampdoria e il Napoli di due. Nelle giornate successive il Milan accusò un rallentamento: l'11 dicembre, la sconfitta nel derby impedì ai rossoneri di bissare il titolo. Soltanto il Napoli riuscì a seguire l'Inter, a tre punti di distacco. La situazione non cambiò dopo lo scontro diretto del San Paolo, il 15 gennaio (0-0); il 5 febbraio l'Inter diventò campione d'inverno e la domenica successiva la rocambolesca sconfitta di Firenze per 4-3 permise al Napoli di ridurre il distacco a un punto.
L'Inter vinse tutte le prime otto gare del girone di ritorno e allungò ancora sui partenopei; il 9 aprile i punti di vantaggio tra prima e seconda classificata furono sette. Vincendo lo scontro diretto del 28 maggio grazie a una punizione di Lothar Matthäus, i milanesi conquistarono matematicamente il loro 13º scudetto. Fu lo scudetto dei record: mai nessuna squadra sarebbe riuscita a toccare quota 58 con i due punti a vittoria. Aldo Serena vinse la classifica dei marcatori con 22 gol. Questa la formazione titolare: Zenga, Bergomi, Brehme, Matteoli, Ferri, Mandorlini, Bianchi, Berti, Díaz, Matthäus, Serena.

#### Stagione 1989-1990: la prima Supercoppa italiana

I giocatori dell'Inter, insieme al presidente Ernesto Pellegrini, festeggiano la vittoria della prima Supercoppa italiana nella storia del club nel 1989.

Nella stagione successiva fu ceduto Ramón Díaz e al suo posto venne preso il tedesco Jürgen Klinsmann dallo Stoccarda. La squadra venne subito eliminata in Coppa dei Campioni, dal Malmö allenato dall'inglese Roy Hodgson mentre in campionato arrivò terza. In questa stagione venne conquistata la prima Supercoppa italiana ai danni della Sampdoria sconfitta 2-0 a San Siro con le reti di Enrico Cucchi e Aldo Serena. La squadra con Brehme, Klinsmann e Matthäus venne rinominata dei "tre tedeschi", che poi andarono a conquistare con la propria nazionale il mondiale.

#### Stagione 1990-1991: la prima Coppa UEFA

Da sinistra: Giuseppe Bergomi, Riccardo Ferri e Walter Zenga con la Coppa UEFA conquistata al termine della doppia finale del 1990-1991 contro la.

Il mondiale del 1990 vide vittoriosa la Germania di Lothar Matthäus, il quale a dicembre vinse il Pallone d'oro e anche il FIFA World Player of the Year, primo giocatore della storia dell'Inter ad avvalersi di entrambi i prestigiosi riconoscimenti.
Nella stagione 1990-1991 la squadra lottò per lo scudetto insieme alla Sampdoria; alla dodicesima giornata, approfittando del rinvio delle gare di Sampdoria e Milan, impegnate a fronteggiarsi nella Supercoppa europea, i nerazzurri andarono soli in testa. L'Inter rimase in vetta per diverse giornate, talvolta anche in compagnia di Sampdoria e Juventus, e andò a vincere il titolo d'inverno il 20 gennaio, con un punto di vantaggio sul Milan e due sul terzetto formato da Sampdoria, Juventus e Parma. Nel girone di ritorno rimasero presto in lotta i blucerchiati e le milanesi. Furono gli scontri diretti a sancire lo scudetto dei genovesi che batterono anche l'Inter vincendo 2-0 al Meazza, in un incontro nel quale Pagliuca parò un rigore a Matthäus sull'1-0 per i doriani.
In Coppa UEFA la squadra raggiunse la sua prima finale dove incontrò la Roma. All'andata a Milano i nerazzurri vinsero 2-0 con reti di Matthäus su rigore e di Nicola Berti. Nel ritorno, all'Olimpico, l'Inter perse per 1-0 con gol di Ruggiero Rizzitelli vincendo comunque il trofeo: erano ventisei anni che l'Inter non vinceva un trofeo internazionale. L'avventura di Trapattoni sulla panchina nerazzurra si chiuse il 22 maggio 1991 dopo esattamente cinque anni.

## Gli anni 1990

### Il biennio 1991-1993

Lothar Matthäus nella stagione 1991-1992: il tedesco è stato il primo calciatore interista a vincere il Pallone d'oro (nel 1990) e il FIFA World Player of the Year (nel 1991).

A conclusione del ciclo di Trapattoni, la società si affidò all'emergente Corrado Orrico. Quest'ultimo, distintosi alla guida di formazioni "provinciali", non si rivelò tuttavia all'altezza di una «big»: fallita la difesa del titolo europeo, la Beneamata fu protagonista di un campionato incolore che spinse il tecnico a dimettersi nel gennaio 1992. Il sostituto fu individuato nell'ex calciatore Luis Suárez, incapace tuttavia di imprimere una svolta: i nerazzurri terminarono all'ottavo posto, con conseguente esclusione dalle coppe europee.
Pellegrini ingaggiò quindi Osvaldo Bagnoli, proveniente dal Genoa. Benché privatasi sul mercato del trio tedesco, la formazione nerazzurra disputò un buon torneo. Emersa alla distanza dopo un avvio incerto, la compagine interista rappresentò la principale concorrente del Milan di Fabio Capello: il pari nel derby di ritorno e la sconfitta di Parma alla penultima giornata impedirono l'aggancio, con la seconda posizione finale a quattro lunghezze dai rossoneri.

### La seconda Coppa UEFA (1993-1994)

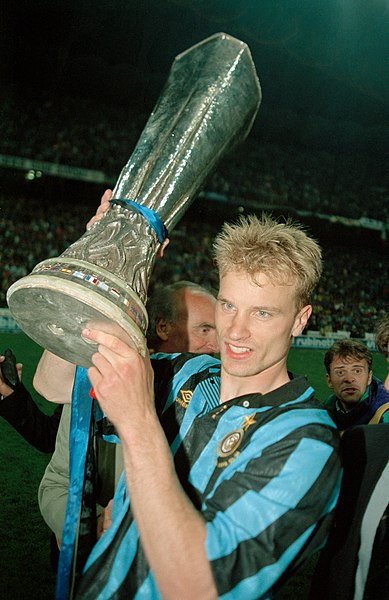
Dennis Bergkamp posa con il trofeo della Coppa UEFA 1993-1994, conquistata nella doppia finale contro gli austriaci del ; l'olandese risultò inoltre capocannoniere dell'edizione con 8 reti.

Decisa a tornare al successo, nell'estate 1993 la squadra scommise sugli olandesi Wim Jonk e Dennis Bergkamp. In campionato i nerazzurri non seppero tenere il passo del Milan capolista, denunciando un vistoso calo nelle prime battute della fase di ritorno. Nel febbraio 1994 Bagnoli fu esonerato lasciando posto a Giampiero Marini, responsabile della Primavera. Sul fronte nazionale, la caduta in classifica fece temere la retrocessione che venne però scongiurata all'ultima domenica.
Di ben altra caratura fu l'esperienza in Coppa UEFA, dove Bergkamp si laureò capocannoniere trascinando i meneghini alla finale: un doppio successo contro gli austriaci del Casino Salisburgo valse il trofeo, conquistato per la seconda volta dopo il successo di Trapattoni nel 1991.

### Il triennio 1994-1997: l'arrivo di Massimo Moratti
L'affermazione in campo europeo rappresentò l'ultima gioia per Pellegrini, il quale agli inizi del 1995 cedette la società a Massimo Moratti. Il figlio di Angelo succedette quindi al padre dopo quarant'anni: in campionato l'Inter raggiunse la sesta piazza, riscattando con la partecipazione alla Coppa UEFA un torneo sostanzialmente incolore. Avara di soddisfazioni risultò anche la stagione 1995-96 con i nerazzurri che, guidati dapprima da Ottavio Bianchi e successivamente da Roy Hodgson, giunsero soltanto settimi in classifica.

Javier Zanetti all'inizio della stagione 1996-1997: l'argentino diventerà capitano e simbolo dell'Inter negli anni 2000 e 2010.

Presentatasi al via del torneo 1996-97 con diversi volti nuovi, la Beneamata tentò di insidiare Juventus e Parma senza tuttavia riuscirvi appieno. A frenare la rincorsa contribuirono poi gli scontri diretti, risoltisi in un pareggio contro i bianconeri – malgrado una rete di Ganz, dapprima convalidata ma poi annullata da Pierluigi Collina «per scrupolo personale» – e una sconfitta sul campo dei ducali. L'Inter ebbe comunque modo di rifarsi in ambito europeo, pervenendo a disputare la finale di Coppa UEFA contro i tedeschi dello Schalke 04. Sconfitta di misura all'andata, nel ritorno a San Siro la formazione di Hodgson pareggiò i conti con Zamorano cogliendo poi una traversa con Ganz nei supplementari: il confronto si risolse quindi ai rigori, dove i teutonici s'imposero per 4-2.
A poche ore dalla gara, l'allenatore inglese – protagonista di un acceso diverbio con Javier Zanetti al momento della sostituzione di quest'ultimo – annunciò le dimissioni: per sostituirlo fu chiamato Luciano Castellini, con cui la squadra si classificò terza in campionato.

### Biennio 1997-1999: dalla terza Coppa UEFA alla stagione dei quattro allenatori
Nell'estate 1997 la panchina fu affidata a Luigi Simoni, mentre il mercato vide l'arrivo del brasiliano Ronaldo. L'innesto del giovane attaccante, ritenuto una promessa a livello mondiale, giovò alla Beneamata che in campionato parve poter insidiare i bianconeri. L'undici meneghino trionfò peraltro nel derby d'Italia, mancando però la conquista del titolo invernale a favore dei piemontesi. L'incostanza di risultati registrata tra febbraio e marzo obbligò i nerazzurri all'inseguimento, sebbene una ripresa primaverile consentì ai milanesi di rientrare in corsa per lo scudetto. L'esito del campionato venne deciso de facto dal confronto diretto della quartultima giornata, che gli uomini di Lippi fecero loro per un gol di scarto: veementi furono le proteste per un body check in area tra Iuliano e Ronaldo, che l'arbitro Piero Ceccarini non ritenne di dover sanzionare con il rigore.

Il brasiliano Ronaldo, acquistato dal Barcellona nell'estate 1997, venne nominato Pallone d'oro nel dicembre dello stesso anno.

Seconda in campionato, la compagine lombarda sollevò un'altra Coppa UEFA: battendo per 3-0 la Lazio a Parigi, fu incamerato il primo trofeo della nuova gestione.
Il buon comportamento della squadra fece ricadere su di essa pronostici favorevoli anche in vista dell'annata seguente, con l'organico peraltro rinforzato dall'acquisto di Roberto Baggio: alla rosa si unirono poi i giovani Andrea Pirlo e Nicola Ventola. Riapparsa in Champions League dopo nove anni – grazie anche alle riforme che interessarono in quegli anni le manifestazioni confederali – l'Inter eliminò i lettoni dello Skonto, approdando alla fase a gironi. La partenza negativa in coppa, con una sconfitta per mano dei campioni uscenti del Real Madrid, accese le contestazioni verso il tecnico: sul suo conto pesò inoltre una crisi di risultati in campionato, che tagliò fuori i nerazzurri dalla lotta di vertice già in autunno. Pur risollevando le sorti della squadra, Simoni venne esonerato. In panchina sedette quindi il romeno Mircea Lucescu, con la qualificazione europea già ottenuta. La Beneamata si arrese nei quarti di finale al Manchester Utd, che avrebbe poi trionfato. Lucescu venne quindi rimpiazzato da Castellini prima e Hodgson poi, senza che la squadra riuscisse a migliorare il proprio rendimento: alle dimissioni di Moratti fece seguito l'ottavo posto in campionato, con l'ultimo appello per l'Europa fallito nello spareggio contro il Bologna.

## Gli anni 2000

### Da Lippi a Tardelli (1999-2001)

Christian Vieri, arrivato dalla Lazio nel 1999 per una cifra allora record nella storia del calciomercato mondiale, fu l'attaccante di riferimento dell'Inter per tutta la prima metà degli anni 2000.

Nell'estate 1999 la società puntò quindi sull'ex juventino Marcello Lippi, con Moratti che riprese l'incarico presidenziale dopo averlo abbandonato in primavera. Un ingente mercato – che vide gli arrivi di Vieri, Panucci, Jugović e Di Biagio, oltre agli acquisti di Seedorf e Córdoba a gennaio – riversò sui nerazzurri grandi aspettative, confermate in avvio di campionato. A frenare la corsa interista fu però una crisi autunnale, cui si aggiunse l'infortunio di Ronaldo; tensioni insorte nello spogliatoio tra Lippi e la squadra minarono ulteriormente il cammino, circoscrittosi all'obiettivo della quarta posizione. Battuta in finale di Coppa Italia dalla Lazio, l'Inter salvò la stagione con l'ingresso ai preliminari di Champions League raggiunto dopo lo spareggio con il Parma.
La conferma di Lippi in panchina fu posta in dubbio dai primi risultati dell'annata seguente, con i nerazzurri eliminati dallo svedese Helsingborg in Europa e sconfitti nuovamente dai biancocelesti in Supercoppa italiana. All'inizio del campionato 2000-01, dopo la sconfitta di Reggio Calabria, il tecnico si rese protagonista di un duro sfogo contro i propri calciatori che ne comportò l'esonero; a prenderne il posto fu chiamato Marco Tardelli, con la Beneamata che non migliorò tuttavia il rendimento. Al termine di un torneo deludente – segnato peraltro dalla disfatta per 0-6 nella stracittadina dell'11 maggio 2001 – i nerazzurri centrarono comunque il quinto posto, valido per accedere alla Coppa UEFA.

### Il biennio di Cúper e la parentesi di Zaccheroni (2001-2004)

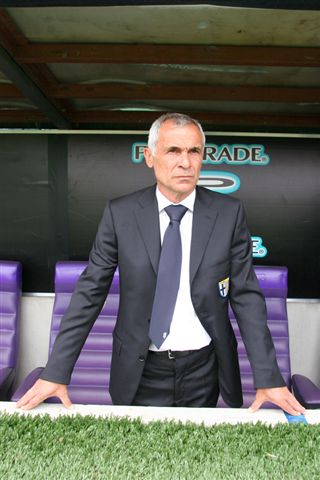
L'argentino Cúper, sulla panchina nerazzurra dal 2001 al 2003, raggiunse due semifinali europee nonché un terzo e un secondo posto in Campionato.

Per la stagione 2001-02 Moratti ingaggiò Héctor Cúper, protagonista con il Valencia di buoni risultati in campo continentale. Profondamente rinnovata sul mercato, l'Inter si presentò ai nastri di partenza come una delle favorite. Conteso il titolo d'inverno ai campioni uscenti della Roma, i meneghini terminarono alle spalle dei giallorossi il girone di andata riuscendo poi a compiere l'aggancio nella seconda parte di torneo. Conquistato il primato in solitaria, la formazione – fermata ad un passo dal traguardo europeo dagli olandesi del Feyenoord – inciampò fatalmente a Verona concedendo un appello ai giallorossi e alla rinata Juventus: giunti all'ultima domenica con un punto di margine sui bianconeri e due sui capitolini, gli uomini di Cúper caddero sul campo della Lazio fallendo la vittoria del titolo e terminando addirittura in terza posizione.
La delusione sportiva si tradusse nella partenza di Ronaldo, già protagonista di screzi con Cúper; a sostituire il brasiliano fu Hernán Crespo, partner offensivo di un Vieri che si sarebbe laureato miglior marcatore del campionato. Nel girone di andata la squadra rivaleggiò con il Milan, perdendo il titolo invernale a favore dei concittadini. In febbraio l'undici nerazzurro operò il sorpasso, dovendo tuttavia fronteggiare la risalita della Juventus: il passo falso nel derby d'Italia e un successivo rallentamento posero fine alle speranze-scudetto, con i nerazzurri che rivolsero i propri pensieri all'obiettivo europeo. Superati i preliminari di Champions League contro lo Sporting Lisbona, l'Inter vinse il proprio girone davanti all'Ajax mentre nella seconda fase a gruppi terminò dietro il Barcellona; nei quarti di finale ebbe ragione del Valencia, ex squadra di Cúper. A fermare i nerazzurri furono i concittadini, nel primo derby meneghino della storia andato in scena in ambito continentale: un duplice pareggio premiò infatti la compagine di Carlo Ancelotti, per il gol segnato «in trasferta». In campionato la squadra terminò al secondo posto, con il tecnico argentino che conobbe un'altra conferma contrattuale.
A spingere Moratti ad un ripensamento già nell'ottobre 2003, nonostante un inizio promettente in Champions League – comprensivo della prima e unica affermazione di una squadra italiana a Highbury –, fu però la partenza negativa nel campionato seguente, con Cúper esonerato a favore di Alberto Zaccheroni. Al culmine di una stagione tormentata – complici anche le dimissioni di Moratti dalla presidenza, ruolo poi assunto da Facchetti – l'allenatore cesenate, dopo l'eliminazione patita sia in Champions League che in Coppa UEFA, condusse i nerazzurri al quarto posto. Malgrado il raggiungimento dell'obiettivo minimo, Zaccheroni fu esonerato in giugno.

### Il ciclo Mancini (2004-2008)

#### Biennio 2004-2006: il quattordicesimo scudetto, la quarta e la quinta Coppa Italia e la seconda Supercoppa italiana

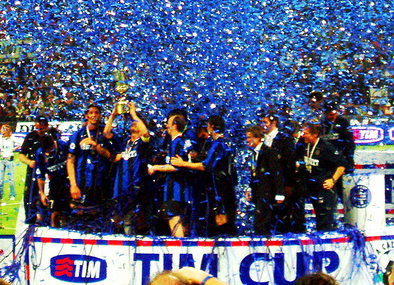
I calciatori nerazzurri festeggiano la vittoria in Coppa Italia nella stagione 2005-06.

Nell'estate 2004 la società ingaggiò per la panchina Roberto Mancini, proveniente da un biennio con la Lazio, oltre a rinforzare la squadra con gli arrivi di Cambiasso e di Verón. In campionato i nerazzurri non riuscirono ad insidiare il duopolio di Juventus e Milan, complice l'elevato numero di pareggi (18 in 38 gare). Migliore fu il rendimento in Champions League dove i meneghini vinsero il proprio girone, per poi estromettere i campioni in carica del Porto negli ottavi di finale: abbinata ai concittadini rossoneri per il turno seguente, la Beneamata fu eliminata perdendo a tavolino il retour match per le intemperanze dei propri sostenitori a seguito di una rete annullata a Cambiasso poco prima dall'arbitro Merk. Protagonista comunque di una buona stagione, la compagine interista terminò il campionato alle spalle delle storiche rivali con il gradino più basso del podio: l'Inter vinse poi la Coppa Italia contro la Roma, incamerando il primo trofeo da sette anni a questa parte.
Decisa ad aprire un ciclo, la squadra si rinforzò con gli arrivi di Júlio César, Samuel e Figo per la stagione 2005-06: ad inaugurare l'annata fu la vittoria in Supercoppa italiana, ottenuta nei supplementari in casa della Juventus. L'Inter si candidò a principale concorrente dei bianconeri anche sul fronte nazionale, non riuscendo però a reggere il ritmo dei torinesi: la sconfitta riportata nel confronto diretto vanificò le già flebili speranze di rimonta. La delusione europea, con i nerazzurri eliminati dal Villarreal nei quarti di finale, spinse la società a dichiarare una possibile vendita del club; per la seconda stagione consecutiva i lombardi vinsero la Coppa Italia, sempre sconfiggendo la Roma. Il campionato si concluse nuovamente con il terzo posto, ma a ribaltare lo scenario concorse l'esplosione di Calciopoli: il declassamento dei bianconeri e la penalità inflitta al Milan promossero i nerazzurri al primo posto, con la conseguente vittoria d'ufficio dello Scudetto.

#### Biennio 2006-2008: il quindicesimo e il sedicesimo scudetto e la terza Supercoppa italiana

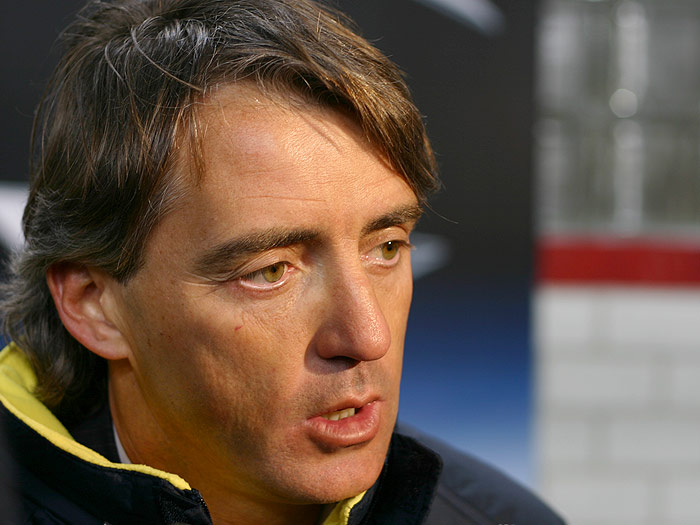
Il tecnico Roberto Mancini, vincitore tra il 2006 e 2008 di tre campionati consecutivi.

La retrocessione a tavolino dei bianconeri rese quindi l'Inter l'unica società ad aver disputato ogni campionato a girone unico, mentre nell'agosto 2006 i lombardi rimpinguarono ulteriormente la loro bacheca con il bis in Supercoppa italiana: ad arrendersi, nei supplementari, fu la Roma che aveva chiuso il primo tempo in vantaggio per 1-3. Il 4 settembre 2006 la società perse il suo presidente, quando una lunga malattia spense la vita di Giacinto Facchetti: l'incarico dirigenziale fu quindi riassunto da Moratti. Rafforzata da un mercato estivo che vide, tra gli altri, gli ingaggi di Maicon e dei transfughi bianconeri Vieira e Ibrahimović, l'Inter fu designata quale principale favorita per il campionato 2006-07: inizialmente contrastata da Roma e Palermo, la Beneamata creò il vuoto sulle inseguitrici con la serie-record di 17 vittorie consecutive. Malgrado una nuova débâcle in campo continentale, con la squadra estromessa dal Valencia in Champions League, gli uomini di Mancini conquistarono il tricolore con cinque giornate di anticipo: il campionato andò in archivio con la quota di 97 punti, suggellando la vittoria del quindicesimo Scudetto.
Con l'obiettivo dichiarato di puntare a traguardi anche in ambito europeo, la formazione venne potenziata dagli acquisti del difensore Chivu e della punta Suazo. La stagione 2007-08 fu aperta dalla sconfitta in Supercoppa italiana, per mano di una Roma che già aveva sottratto ai campioni d'Italia la coppa nazionale durante l'anno passato; gli stessi capitolini si confermarono come l'avversario più agguerrito dell'undici interista in campionato. La formazione di Mancini fece suo il primato solitario già in autunno, pur dovendo rinunciare a numerosi elementi-chiave per una sfilza di infortuni. Aggiudicatasi il titolo d'inverno con la vittoria nel derby, l'Inter terminò il girone di andata con sette lunghezze di margine sui romani: a metà febbraio si segnalò poi un distacco di undici punti, circostanza che fece presagire un torneo ormai scontato.
A riaprire i giochi fu però il contraccolpo psicologico che l'ambiente subì dall'eliminazione in Champions League, maturata contro il Liverpool negli ottavi di finale. Contrariato dall'ennesimo flop europeo, Mancini annunciò un possibile divorzio a fine stagione spingendo Moratti a dichiararsi in merito; distratta da polemiche interne, la Beneamata palesò un rallentamento che riaccese il tentativo di rimonta giallorosso. I nerazzurri riuscirono comunque a confermarsi sul tetto d'Italia, trionfando a Parma nella giornata conclusiva grazie ad una doppietta di Ibrahimović (rientrato in campo dopo un'assenza di un mese e mezzo per infortunio) e mantenendo un vantaggio di tre punti sui capitolini; la rivalsa per quest'ultimi arrivò in coppa nazionale, con i meneghini battuti di misura (2-1) nell'atto conclusivo. Al termine della stagione Mancini fu esonerato, con la dirigenza che ricondusse ufficialmente il fatto alle dichiarazioni espresse dal tecnico dopo l'uscita dalla Champions League.

### Il biennio di Mourinho (2008-2010)

#### Stagione 2008-2009: il diciassettesimo scudetto e la quarta Supercoppa italiana

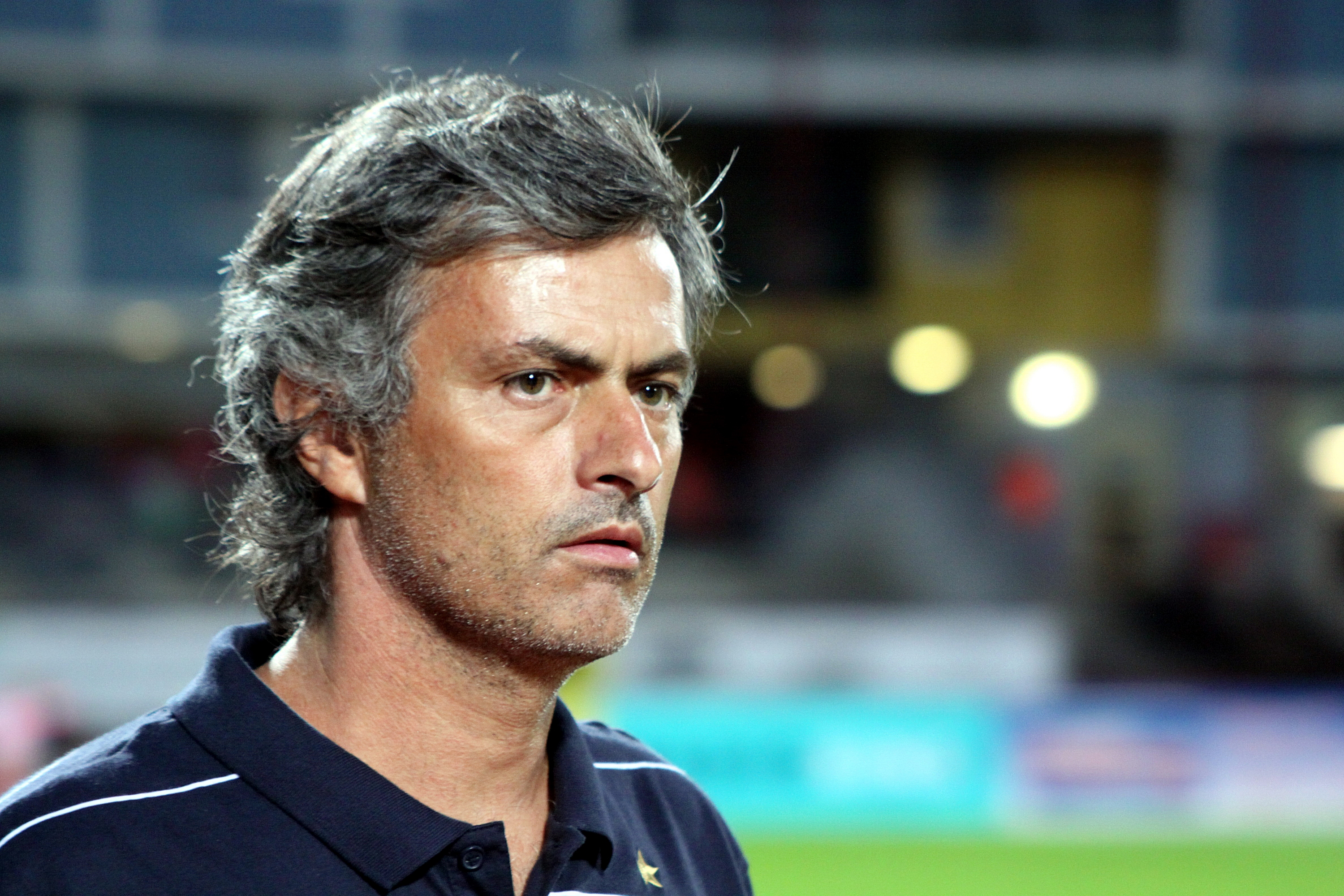
Il portoghese Mourinho, allenatore nerazzurro dal 2008 al 2010: sotto la sua conduzione, la squadra tornò al successo in Champions League dopo 45 anni dall'ultima vittoria.

A raccogliere l'eredità di Mancini fu chiamato il portoghese José Mourinho, vincitore al suo debutto della Supercoppa italiana allorché i nerazzurri sconfissero la Roma ai rigori. In campionato l'Inter lamentò un avvio stentato, circostanza cui lo stesso tecnico pose rimedio adattando uno schieramento simile a quello impiegato vittoriosamente da Mancini. Riguadagnato il dominio sul torneo, i nerazzurri ipotecarono l'affermazione finale già in inverno. Benché naufragata ancora una volta in Europa – con l'eliminazione contro i campioni in carica del Manchester Utd – la compagine nerazzurra poté rifarsi in campionato, acquisendo matematicamente il tricolore con due giornate di anticipo.
Il 17º Scudetto in assoluto permise di eguagliare i rivali rossoneri nell'albo d'oro del campionato italiano.

#### Stagione 2009-2010: il diciottesimo scudetto, la sesta Coppa Italia e la terza Champions League

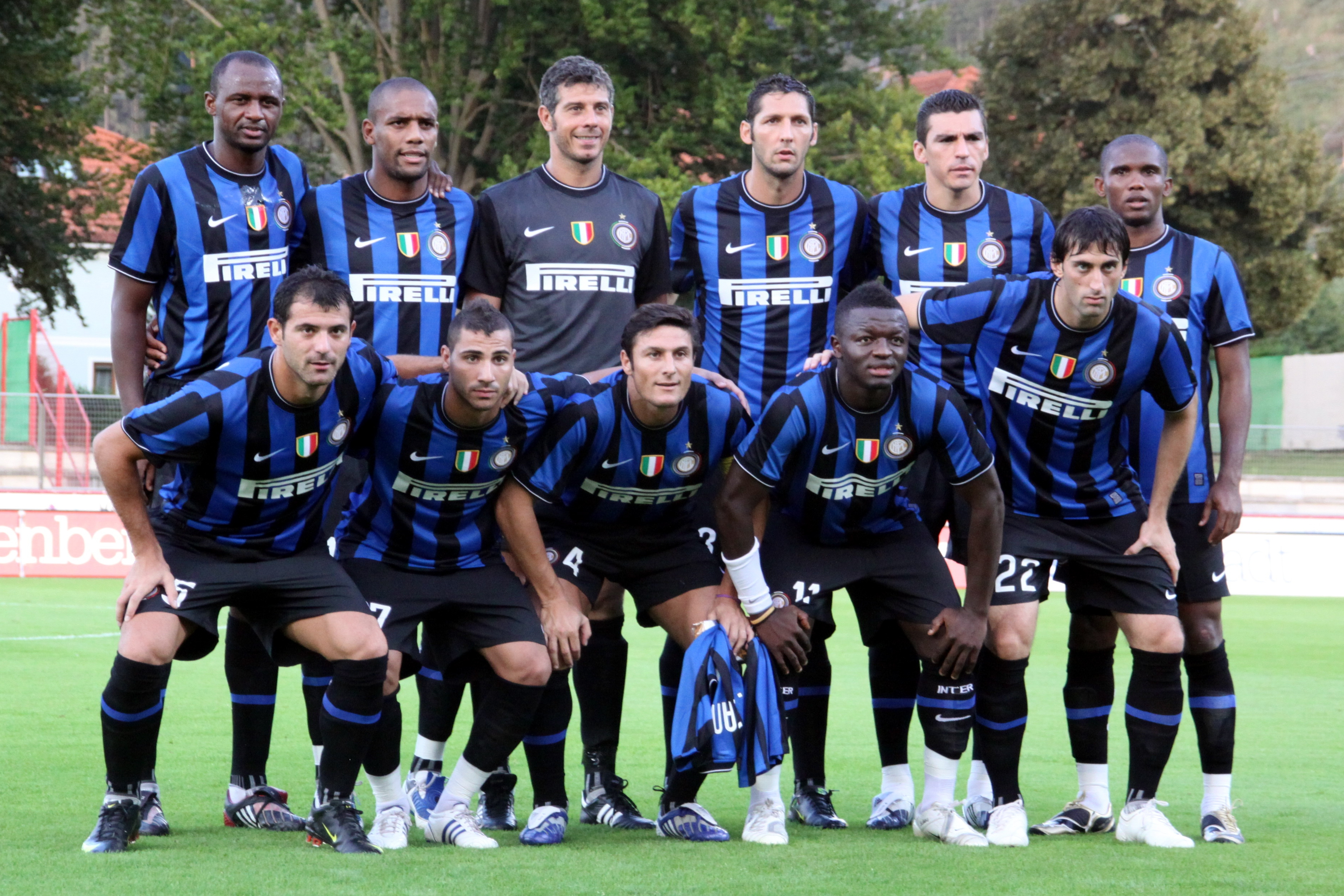
Una formazione dell'Inter nella stagione 2009-2010, artefice del primo treble per un club italiano. Da sinistra, prima fila: Vieira, Maicon, Toldo, Materazzi, Lúcio e Eto'o; seconda fila, Stanković, Quaresma, Zanetti, Muntari e Milito.

Nella stagione 2009-2010, l'Inter decise di rivoluzionare il proprio organico: Ibrahimović venne ceduto al Barcellona, in cambio di Eto'o e un robusto conguaglio economico. Vennero acquistati il centrale difensivo Lúcio dal Bayern Monaco e il trequartista Sneijder dal Real Madrid; dal Genoa, arrivarono invece il regista Thiago Motta e il centravanti Milito. La stagione, pur apertasi con la sconfitta in Supercoppa italiana, nel prosieguo si rivelò trionfale. Al termine di un serrato duello in campionato con la Roma, i nerazzurri festeggiarono il diciottesimo scudetto nonché quinto consecutivo. I giallorossi furono anche gli avversari per la conquista della Coppa nazionale, che vide imporsi i milanesi per la sesta volta nella loro storia.
Tuttavia la stagione passò alla storia per il ritorno all'affermazione in Champions League, a 45 anni di distanza dalla precedente. L'avventura continentale iniziò in salita, con i nerazzurri che superarono il girone da secondi classificati. Nella fase a eliminazione diretta l'Inter eliminò in sequenza il Chelsea, il CSKA Mosca e i campioni continentali del Barcellona, già affrontati nel gruppo. La finale, la prima in campo internazionale da 12 anni a quella parte, vide i milanesi trionfare sul Bayern Monaco grazie alla doppietta di Diego Milito, protagonista indiscusso della stagione nerazzurra. Subito dopo aver centrato un treble inedito nella storia del calcio italiano, Mourinho lasciò, sancendo a posteriori la fine di un ciclo in casa nerazzurra.

## Gli anni 2010

### Il post-triplete(2010-2013)

#### Stagione 2010-2011: la quinta Supercoppa italiana, il Mondiale per club e la settima Coppa Italia

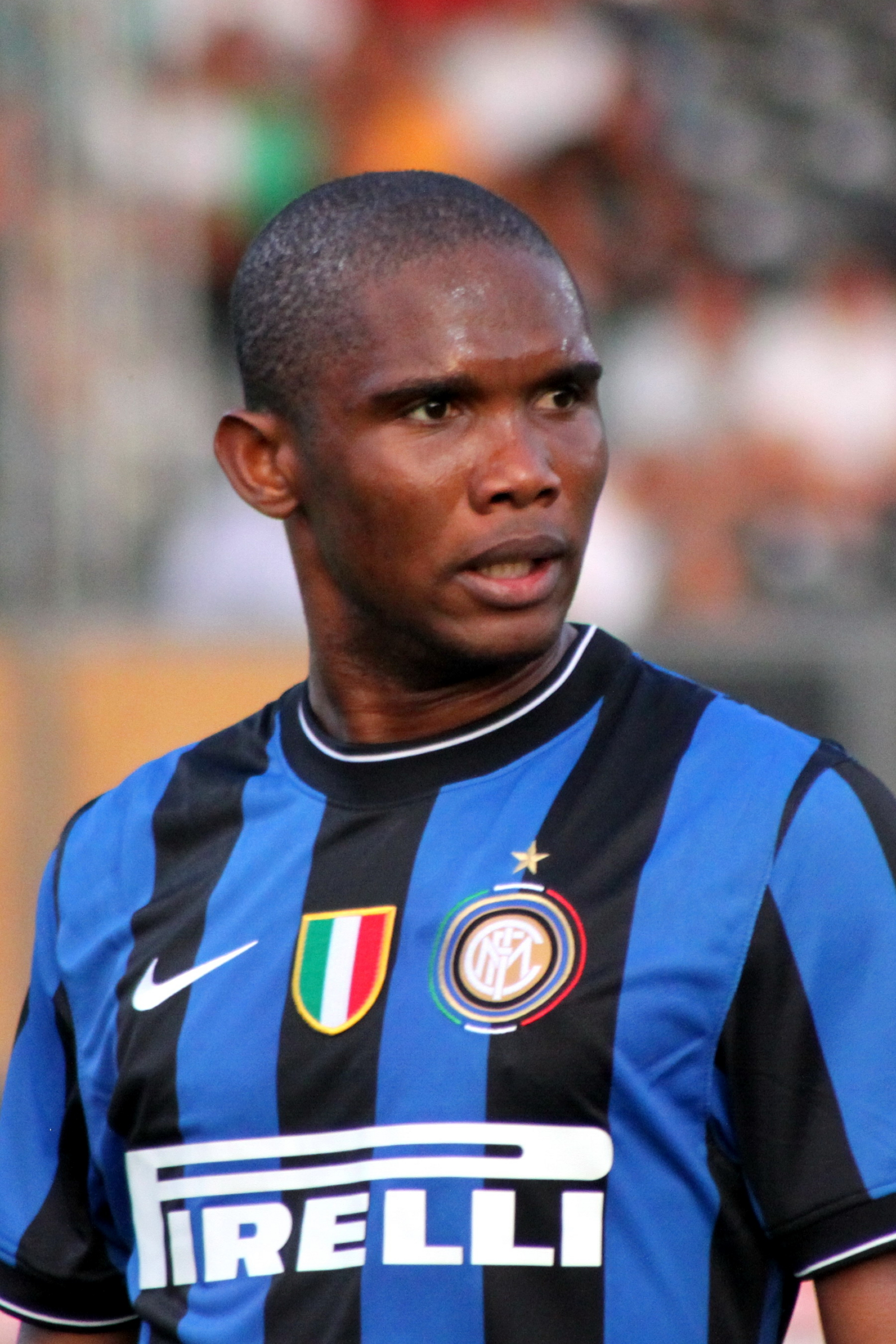
Samuel Eto'o, arrivato all'Inter nel 2009, trascorse in nerazzurro due stagioni; nella stagione 2010-2011 realizzò addirittura 37 gol, il miglior risultato per un giocatore interista da mezzo secolo a quella parte.

Nell'estate 2010 toccò allo spagnolo Rafael Benítez raccogliere l'eredità di Mourinho. Lo storico treble dell'annata precedente permise all'Inter di partecipare, oltre alla Supercoppa italiana, per la prima volta anche alla Supercoppa UEFA e alla Coppa del mondo per club. Il 21 agosto i nerazzurri affrontarono la Roma, finalista di Coppa Italia, nel trofeo italiano per la quarta volta nella ultime cinque edizioni, battendola per 3-1 grazie al gol di Pandev e alla doppietta di Eto'o che rimontarono l'iniziale vantaggio di Riise. In Supercoppa europea, il 27 agosto, l'Inter perse il trofeo contro l'Atlético Madrid per 2-0 e insieme ad esso anche la possibilità di vincere sei trofei nell'arco di un anno solare come aveva fatto nella storia solo il Barcellona nella stagione precedente. La partita di semifinale della Coppa del Mondo per club si giocò il 15 dicembre contro i sudcoreani del Seongnam battuti dalla formazione nerazzurra per 3-0 con reti di Stanković, Zanetti e Milito; l'Inter si aggiudicò quindi il diritto di giocare la finale della competizione che si disputò il 18 dicembre contro i campioni africani del TP Mazembe, prima squadra non europea e non sudamericana ad accedere alla finale della competizione. La partita finì 3-0 per i nerazzurri con i gol di Pandev, Eto'o e Biabiany, che si consacrarono campioni del mondo per la terza volta nella loro storia.
Il 23 dicembre Benítez e la dirigenza decisero di risolvere consensualmente il contratto, anche a causa delle dichiarazioni rilasciate dal tecnico spagnolo subito dopo la vittoria di Abu Dhabi. Il nuovo allenatore divenne il brasiliano Leonardo, ex giocatore e allenatore del Milan. In campionato i nerazzurri giunsero secondi dietro il Milan, qualificandosi comunque alla Champions League per la decima volta consecutiva (record italiano fino a quel momento). In Champions League la squadra arrivò seconda nella prima fase dietro il Tottenham e, dopo aver eliminato il Bayern Monaco negli ottavi di finale ribaltando lo 0-1 di San Siro con un 3-2 all'Allianz Arena, venne eliminata dallo Schalke 04 nei quarti di finale, perdendo sia in casa (5-2) che in trasferta (2-1). In Coppa Italia, dopo aver eliminato il Genoa (3-2), il Napoli al San Paolo ai calci di rigore (dopo che i supplementari si erano conclusi sullo 0-0) e la Roma (1-0 all'Olimpico e 1-1 al Meazza), il 29 maggio 2011 vinse la finale contro il Palermo per 3-1 grazie alla doppietta di Eto'o e al sigillo nel finale di Milito. Si trattò della settima vittoria nella competizione nazionale. Ai nerazzurri venne assegnata contestualmente anche la Coppa del 150º anniversario dell'Unità d'Italia.

#### Biennio 2011-2013: l'addio di Moratti

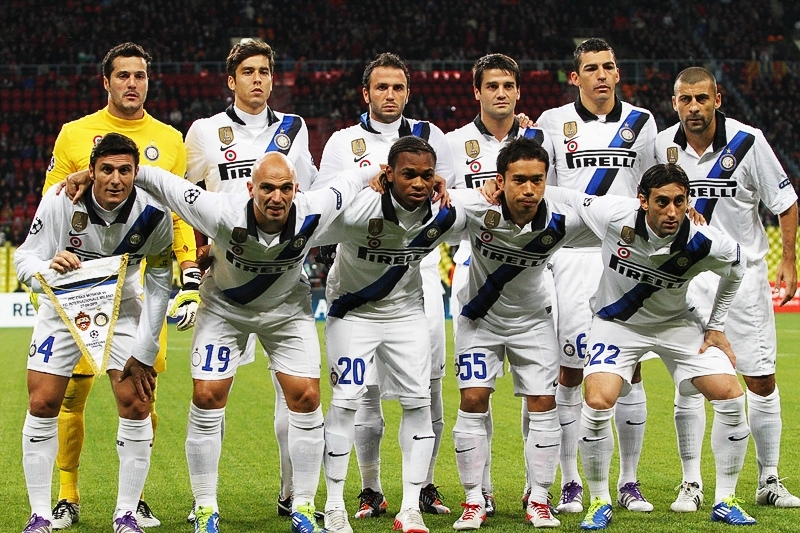
Un undici interista nella stagione 2011-2012. Da sinistra, prima fila: Júlio César, Álvarez, Pazzini, Chivu, Lúcio e Samuel; seconda fila, Zanetti, Cambiasso, Obi, Nagatomo e Milito.

In vista della stagione 2011-2012, fu scelto Gian Piero Gasperini come nuovo allenatore. La sua esperienza iniziò perdendo la Supercoppa italiana contro il Milan; in seguito la squadra perse altre 3 volte in 4 partite, tra campionato e Champions League. Gasperini venne così esonerato, con Claudio Ranieri chiamato a sostituirlo. Tra la fine del 2011 e l'inizio del 2012 i nerazzurri parvero risollevare le proprie sorti, avvicinandosi alle posizioni di vertice e rientrando in corsa per l'Europa. Tuttavia, dopo l'eliminazione dalla Coppa Italia, cominciò un periodo negativo che vide la formazione franare sia in campionato (con 2 punti conquistati in 7 giornate) che in coppa, dove fu eliminata dal Marsiglia. A fine marzo si optò per un altro cambio alla guida, con il giovane Stramaccioni a rimpiazzare l'esonerato Ranieri. Migliorandosi nel finale di stagione, la squadra raggiunse il sesto posto guadagnando il diritto a partecipare all'Europa League (torneo che nel 2009 sostituì la Coppa UEFA). Stramaccioni prolungò il suo contratto per tre anni.
La sua seconda stagione iniziò con il piede giusto, tanto che la squadra ottenne ben 10 vittorie consecutive tra campionato e coppa arrivando, tra l'altro, a violare l'imbattibilità domestica della Juventus che, in quella fase, perdurava da 49 partite. Malgrado un avvio promettente, i nerazzurri crollarono alla distanza anche a causa dei numerosi infortuni; conquistando soltanto 19 punti nel girone di ritorno, precipitarono al nono posto mancando (per la prima volta dal 1999) la qualificazione alle coppe europee.
Per l'anno seguente, Moratti scelse Walter Mazzarri in sostituzione di Stramaccioni. L'ingaggio del livornese fu, di fatto, l'ultima mossa del patron che a novembre 2013 cedette la maggioranza del pacchetto azionario a Erick Thohir, imprenditore indonesiano e proprietario (indiretto) della International Sports Capital.

### La proprietà Thohir (2013-2016)

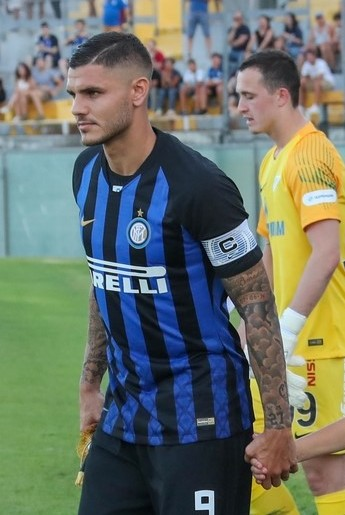
Mauro Icardi, capitano e bomber dei nerazzurri nella seconda metà degli anni 2010.

La stagione 2013-2014 vide l'Inter piazzarsi al quinto posto in campionato, centrando il ritorno in Europa. Mazzarri fu l'ultimo allenatore interista a poter contare sui reduci del treble, che lasciarono Milano al termine dell'annata: il capitano Zanetti, Samuel, Cambiasso, Milito e Chivu.
Concluso il sodalizio con i protagonisti del recente passato, in casa nerazzurra si visse la situazione di un «anno zero». La stagione 2014-2015 iniziò con grandi aspettative, ben presto tradite dal campo. Il rendimento mediocre della squadra, unito all'immagine del tecnico che era andata sempre più deteriorandosi, convinse Thohir, durante la sosta di novembre, a licenziare l'allenatore. Fu così richiamato Mancini, già alla guida del club dal 2004 al 2008. Complice la posizione di classifica in cui l'Inter si ritrovò al momento del cambio in panchina, nonché l’agguerrita concorrenza delle rivali, il campionato risultò fallimentare. L'ottavo posto significò, nuovamente, l'esclusione dalle manifestazioni continentali.
Nel 2015-2016, confermato Mancini, la squadra visse un girone di andata in cima alla classifica grazie anche alle molte vittorie di misura; nella seconda parte accusò tuttavia un calo e, subendo il ritorno della Juventus, non andò oltre il quarto posto.

### L'arrivo del gruppo Suning (2016-2019)

#### 2016-2017: una stagione per quattro allenatori
Nel giugno 2016 si verificò una svolta a livello dirigenziale: Thohir cedette la maggioranza societaria dell'Inter al Suning Holdings Group, holding cinese presieduta da Zhang Jindong. Nell'immediato, il magnate indonesiano mantenne comunque la massima carica sociale e una partecipazione azionaria minore.
Nonostante la nuova disponibilità economica e i proclami di riscatto, Mancini entrò in rotta con le nuove figure dirigenziali e si dimise a pochi giorni dal campionato 2016-2017. L'Inter chiamò l'olandese Frank de Boer a prenderne il posto, ma la mossa, compiuta in tempi rapidi quanto stretti, non diede i frutti sperati; attardati dalle prime posizioni già a settembre, i nerazzurri disputarono in Europa League il loro peggior girone nella storia delle coppe internazionali. Nel mese di novembre, De Boer fu sollevato dall'incarico che passò nelle mani di Stefano Pioli. L'ex tecnico della Lazio costruì una rimonta nei mesi invernali, portando i milanesi a competere per il terzo posto. Come già accaduto in altre occasioni però, la squadra palesò un calo primaverile tale da vanificare il buon lavoro svolto fino a quel punto. Arrivata a totalizzare un filotto di 8 partite senza vittorie, la squadra esonerò anche Pioli affidandosi, per le ultime 3 giornate, a Stefano Vecchi, responsabile della Primavera. Il campionato finì con un settimo posto, mancando l'ingresso in Europa (per un punto) a favore del Milan.

#### 2017-2019: il biennio di Spalletti

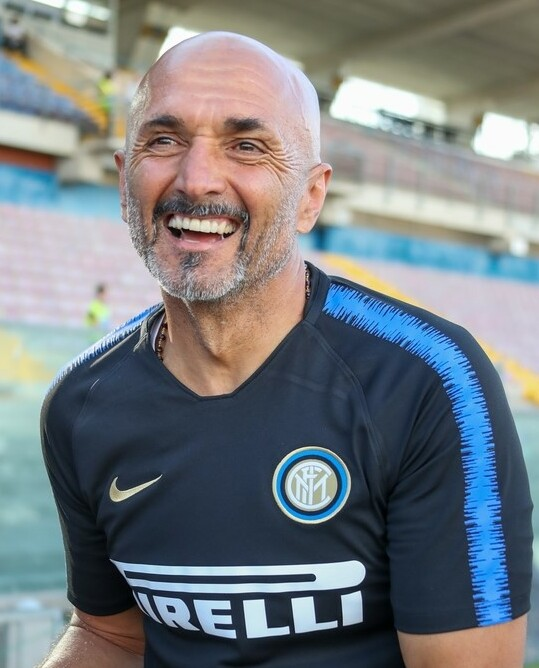
Luciano Spalletti, tecnico dal 2017 al 2019, riportò l'Inter in Champions League dopo 6 stagioni di assenza.

Per tentare l'ennesima rivoluzione degli anni 2010, durante l'estate 2017 fu ingaggiato Luciano Spalletti per la panchina. La formazione nerazzurra ben figurò nella prima parte di campionato, rivestendo i panni di capolista per diverse giornate e insidiando la corsa tra Napoli e Juventus. Un crollo registrato nei mesi invernali comportò il definitivo abbandono ai vertici, malgrado in primavera i nerazzurri riuscirono a ricompattarsi per ultimare l'assalto alla Champions League. L'obiettivo fu raggiunto nella domenica conclusiva, espugnando il terreno della Lazio e superando gli stessi capitolini al quarto posto per l'esito favorevole dei confronti diretti.
Spalletti venne confermato alla guida, segnalandosi per una partenza promettente anche nel torneo 2018-19; in seguito all'eliminazione nel primo turno di Champions League, i meneghini caddero tuttavia in una spirale negativa. Con l'ambiente scosso peraltro dalle polemiche nate tra Icardi e la dirigenza, l'obiettivo stagionale divenne nuovamente l'ingresso alla massima manifestazione europea. Il tecnico toscano raggiunse ancora il quarto posto, sempre all'ultima giornata. Nella stessa stagione, nell'ottobre 2018 Thohir lasciò la carica di presidente a Steven Zhang, figlio del patron Zhang Jindong, mentre nel gennaio 2019 uscì definitivamente dall'azionariato del club.

## Gli anni 2020

### Il biennio Conte (2019-2021)

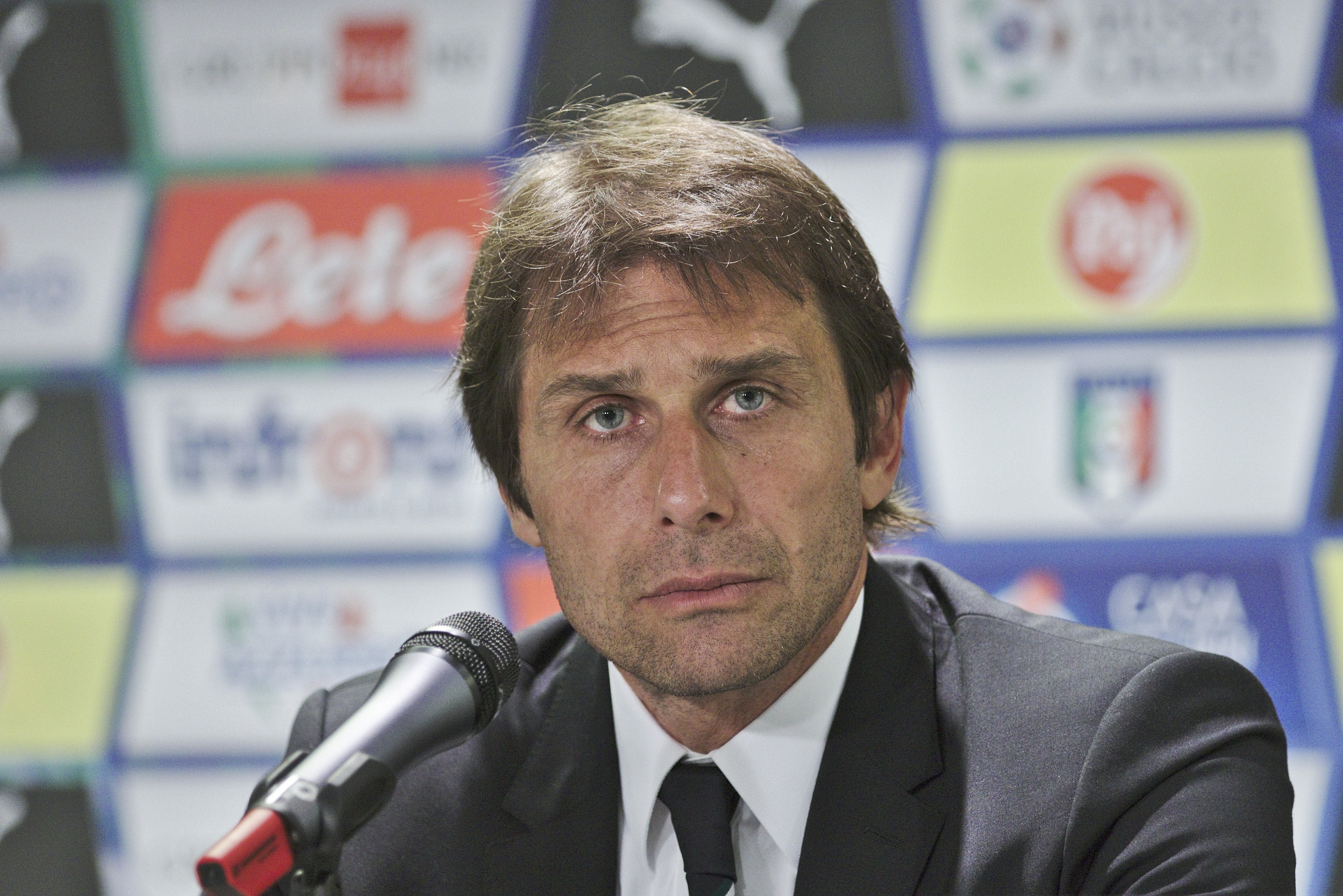
Antonio Conte, all'Inter dal 2019 al 2021, vinse il 19º scudetto della storia nerazzurra.

#### Stagione 2019-2020: secondo posto e finale di Europa League
Nell'estate del 2019, Spalletti venne esonerato e sostituito da un nome a sorpresa, quello di Antonio Conte, storico rivale degli anni passati. Anche sul mercato si assistette ad un rinnovamento della squadra, con la cessione nell'ex capitano Icardi (degradato nella stagione precedente in favore di Handanovič) e l'acquisto da record del centravanti Lukaku. Pur a fronte della precoce eliminazione nella fase a gironi di Champions League, nel prosieguo di stagione l'ex allenatore juventino rilanciò la squadra, portandola a chiudere al secondo posto in campionato, il migliore piazzamento in casa interista da nove anni a quella parte. La prematura eliminazione in Champions League consentì comunque il ripescaggio in Europa League, manifestazione in cui i nerazzurri raggiunsero la finale, la prima in Europa per i milanesi da dieci anni a quella parte: nell'atto conclusivo, gli uomini di Conte cedettero però di misura al Siviglia per 3-2.

#### Stagione 2020-2021: il diciannovesimo scudetto
Confermato Conte anche nella stagione successiva, l'Inter tornò a vincere il campionato, il 19º della sua storia, a undici anni dal precedente: eliminati in Champions League già nella fase a gironi e in Coppa Italia in semifinale, i nerazzurri dominarono un torneo nazionale conteso solo per metà stagione dai rivali cittadini del Milan, facendo segnare una striscia record di undici successi consecutivi dall'inizio del girone di ritorno, e si laurearono campioni con quattro giornate d'anticipo. A fine campionato l'Inter distanziò il Milan di dodici lunghezze e totalizzò 91 punti, il miglior risultato in termini di punteggio dalla stagione 2006-2007, quando aveva raggiunto la quota di 97 punti. Per Zhang si trattò del primo titolo da presidente, oltre che il primo vinto da una proprietà straniera in Italia. Tra i maggiori artefici in campo dello scudetto, si segnalarono il terzetto difensivo composto da Škriniar, De Vrij e Bastoni e la coppia d'attacco formata da Lukaku e Martínez.

### La gestione Inzaghi (2021-2025)

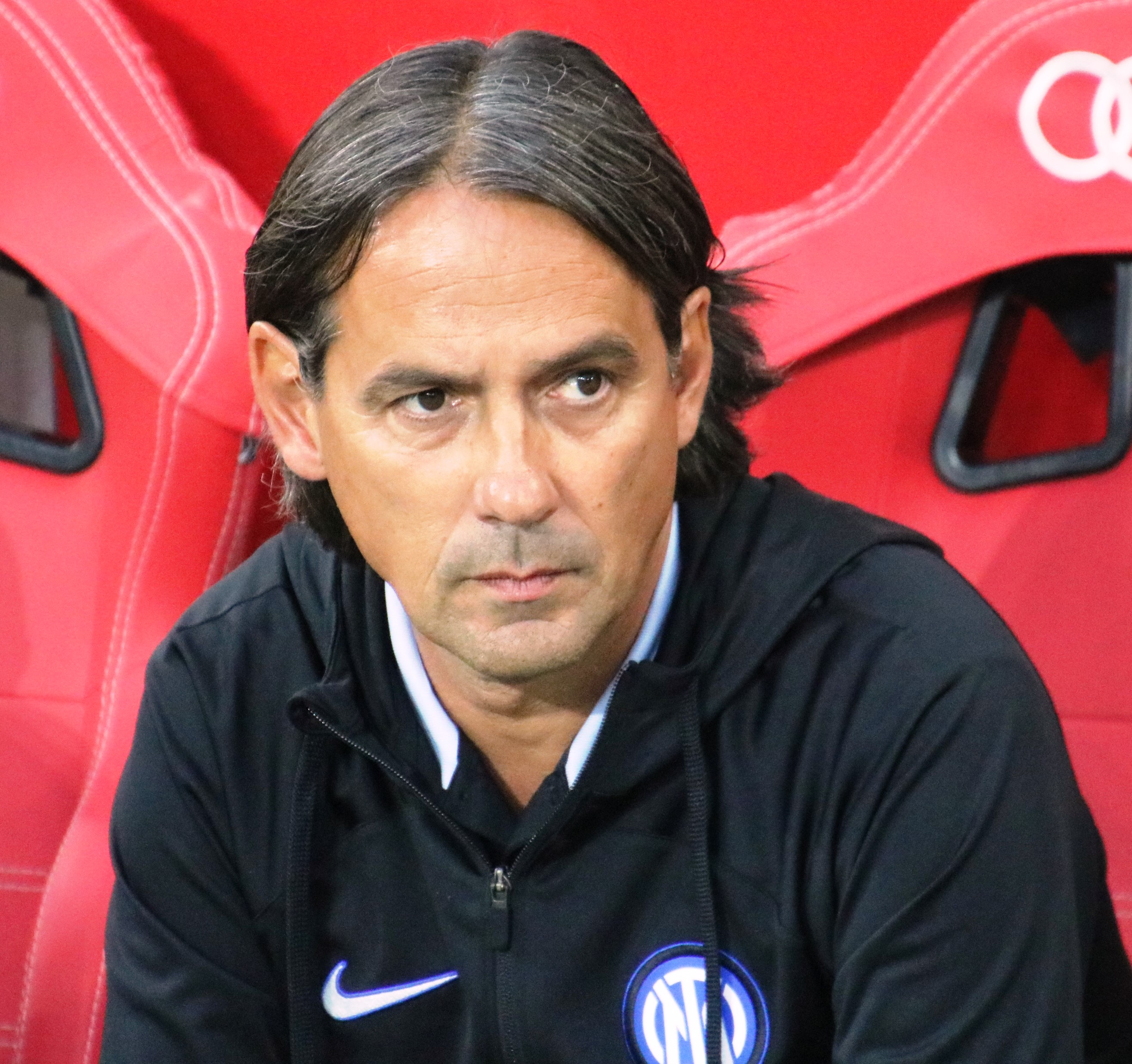
Simone Inzaghi, sulla panchina interista dal 2021 al 2025, fu artefice dello scudetto della seconda stella nonché del ritorno in finale di Champions League dopo 13 anni.

#### Biennio 2021-2023: le doppiette Coppa Italia-Supercoppa italiana e la finale di Champions League
Al termine della stagione 2020-2021 l'Inter registrò una forte perdita a bilancio: per farvi fronte, nel maggio 2021 il gruppo Suning, a sua volta in difficoltà per i contraccolpi della pandemia da COVID-19 e per le limitazioni imposte dal governo cinese agli investimenti all'estero, ottenne un prestito da Oaktree Capital Management, offrendo in pegno le azioni delle controllanti del club; nell'immediato, Suning mantenne comunque il controllo della compagine azionaria nerazzurra.
Sul lato sportivo, dopo la separazione da Conte, nell'estate 2021 l'Inter scelse Simone Inzaghi come nuovo allenatore. Nonostante la cessione di due punti fermi dell'undici scudettato come Lukaku e Hakimi, la squadra si confermò su buoni livelli, incamerando nella stagione seguente la sesta Supercoppa italiana e l'ottava Coppa Italia: i successi arrivano entrambi contro la Juventus nei tempi supplementari, rispettivamente per 2-1 allo stadio Giuseppe Meazza e per 4-2 allo stadio Olimpico di Roma. I meneghini, inoltre, tornarono a giocare la fase a eliminazione diretta di Champions League a dieci anni di distanza dalla volta precedente, venendo eliminati agli ottavi di finale dal Liverpool. Non riuscì invece la difesa dello scudetto, coi nerazzurri che, nonostante il titolo platonico di campioni d'inverno al giro di boa del campionato, abdicarono all'ultimo turno in favore dei concittadini del Milan.
Confermato Inzaghi in panchina, nella stagione 2022-2023 l'Inter non riuscì a contendere al Napoli la vittoria del campionato, chiudendo al terzo posto, ma tornò protagonista in Champions League, raggiungendo la finale della competizione per la sesta volta nella sua storia, la prima da quella vittoriosa dell'edizione 2009-2010. Il percorso europeo vide i nerazzurri avere la meglio, nella fase a eliminazione diretta, del Porto negli ottavi di finale, del Benfica nei quarti e del Milan nelle semifinali (in una riedizione della stracittadina continentale dell'edizione 2002-2003), prima di arrendersi al Manchester City per 1-0 nella finale disputata allo stadio olimpico Atatürk di Istanbul. I meneghini riuscirono ugualmente ad arricchire il loro palmarès, bissando i successi della stagione precedente nelle coppe nazionali: la settima Supercoppa italiana fu vinta ai danni del Milan, battuto per 3-0 allo stadio internazionale Re Fahd di Riad, mentre la nona Coppa Italia fu conquistata a svantaggio della Fiorentina, superata per 2-1 all'Olimpico di Roma.

#### Stagione 2023-2024: laseconda stellae l'ottava Supercoppa italiana
Alla terza stagione con Inzaghi in panchina, l'Inter tornò a vincere il campionato al termine di un torneo conteso dalla Juventus solo fino a febbraio, quando i nerazzurri vinsero lo scontro diretto per 1-0, preludio al decisivo allungo in classifica. La vittoria del 20º titolo della storia interista arrivò a cinque giornate dal termine del campionato, grazie alla vittoria per 2-1 nella stracittadina contro il Milan. Tale successo permise ai nerazzurri di fregiarsi della seconda stella, conquistata a cinquantotto anni di distanza dalla prima. Nella stessa stagione arrivò anche la vittoria dell'ottava Supercoppa italiana, per la prima volta strutturata come una final four: per conquistare il trofeo l'Inter superò la Lazio in semifinale per 3-0 e il Napoli in finale per 1-0. Meno fortunati i percorsi nelle altre due coppe, dove arrivarono due eliminazioni negli ottavi di finale: in Champions League contro l'Atlético Madrid, ai tiri di rigore, e in Coppa Italia contro il Bologna, nei tempi supplementari.

#### La proprietà Oaktree e un'altra finale di Champions League (2024-2025)
Poche settimane dopo la vittoria del ventesimo scudetto, l'Inter andò incontro a un nuovo riassetto societario: Suning non riuscì a rimborsare il finanziamento ottenuto tre anni prima da Oaktree, sicché nel maggio 2024 la società statunitense escusse le azioni in pegno del club nerazzurro, assumendone il controllo.
Confermata quasi tutta la rosa dell'annata precedente, ampliando solo la panchina, nel 2024-2025 la squadra nerazzurra rimase competitiva su tutti i fronti, ma nel volgere delle settimane conclusive della stagione fallì tutti gli obiettivi prefissatisi. Dopo aver perso a gennaio la finale di Supercoppa italiana contro il Milan, ad aprile fu eliminata dai concittadini anche in semifinale di Coppa Italia: da vent'anni i nerazzurri non chiudevano un'annata senza vincere neanche un derby. In campionato gli uomini di Inzaghi se la giocarono con il Napoli dell'ex Conte fino all'ultima giornata, con i partenopei che prevalsero per un solo punto sulla squadra di Inzaghi. In UEFA Champions League l'Inter si rese protagonista di un eccellente cammino: quarta nel girone unico della fase campionato, novità del torneo, la compagine milanese eliminò il Feyenoord agli ottavi (la squadra olandese nel turno precedente aveva eliminato il Milan) e il Bayern Monaco ai quarti, per poi superare il Barcellona in semifinale. Nella finale all'Allianz Arena di Monaco di Baviera, tuttavia, la squadra nerazzurra venne nettamente sconfitta dal Paris Saint-Germain per 5-0, scarto più ampio di sempre in una finale della massima competizione continentale. Tale débâcle sancì l'epilogo del ciclo di Inzaghi, che lasciò Milano dopo quattro anni e sei trofei vinti. Sotto la guida del nuovo allenatore Cristian Chivu, i nerazzurri conclusero la stagione con l'eliminazione negli ottavi di finale della Coppa del mondo per club FIFA, a opera dei brasiliani del Fluminense.